# Karpfenfischähnliche
Die Karpfenfischähnlichen (Cyprinoidei) oder Karpfenfischverwandten sind eine Unterordnung der Karpfenartigen (Cypriniformes). Karpfenfischähnliche sind primäre Süßwasserfische und kamen ursprünglich nur in Europa, Asien, Afrika und Nordamerika vor, fehlten also in Mittel- und Südamerika sowie in Australien, Neuseeland, östlich der Wallace-Linie und allen ozeanischen Inseln. Zu den Karpfenfischähnlichen zählen über 220 Fischgattungen und über 2700 Arten (Nelson (2006)).

## Merkmale
Diagnostische Merkmale der Karpfenfischähnlichen sind die zahnlosen Kiefer, die sichelförmige untere Pharyngealia (Schlundzahnknochen) und das Fehlen einer Fettflosse.

## Systematik
Die Überfamilie der Karpfenfischähnlichen bildet zusammen mit den Schmerlenartigen die Ordnung der Karpfenartigen, die damit die Mehrzahl aller Süßwasserfische umfasst. Traditionell werden die Karpfenfischähnlichen in zwei Familien unterteilt:
- die Karpfenfische (Cyprinidae) mit über 2700 Arten und
- die Spindelschmerlen (Psilorhynchidae) mit 18 Arten.

Im Jahr 2016 wurden die bisherigen Unterfamilien zu den Karpfenfische (Cyprinidae) durch Stout und Kollegen in den Rang eigenständiger Familien erhaben.

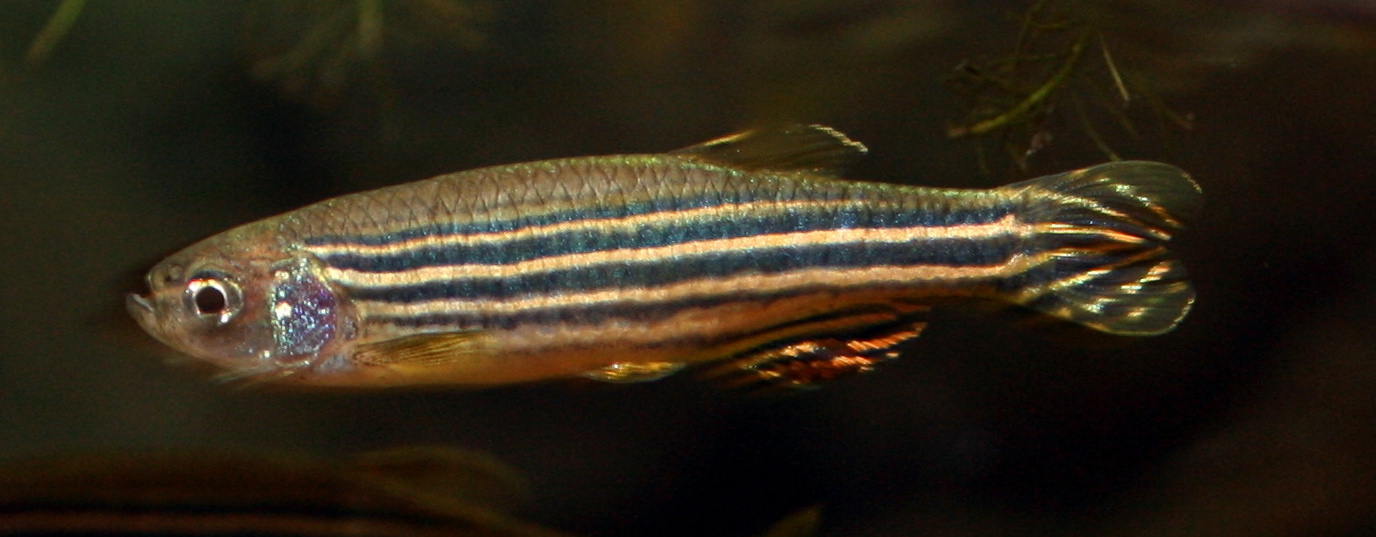
Zebrabärbling (Danio rerio)

- Unterordnung Karpfenfischähnliche (Cyprinoidei)
  - Spindelschmerlen (Psilorhynchidae) (über 20 Arten)
  - Paedocyprididae (3 Arten)
  - Karpfenfische (Cyprinidae)
  - Sundadanionidae (Sundadanio u. Fangfangia, 9 Arten)
  - Bärblinge (Danionidae) (über 300 Arten)
  - Leptobarbidae (5 Arten)
  - Xenocyprididae
  - Schleie (Tincidae) (1 Art)
  - Bitterlinge (Acheilognathidae) (etwa 75 Arten)
  - Gründlingsverwandte (Gobionidae) (etwa 200 Arten)
  - Kardinalfische (Tanichthyidae) (3 Arten)
  - Weißfische (Leuciscidae) (über 350 Arten)

Die verwandtschaftlichen Verhältnisse verdeutlicht das folgende Kladogramm:
|  | Bitterlinge (Acheilognathidae)   |
|  |                                  |
|  | Gründlingsverwandte (Gobionidae) |
|  |                                  |

|  | Kardinalfische (Tanichthyidae) |
|  |                                |
|  | Weißfische (Leuciscidae)       |
|  |                                |

|  | Bitterlinge (Acheilognathidae)   |
|  |                                  |
|  | Gründlingsverwandte (Gobionidae) |
|  |                                  |

|  | Kardinalfische (Tanichthyidae) |
|  |                                |
|  | Weißfische (Leuciscidae)       |
|  |                                |

|  | Bitterlinge (Acheilognathidae)   |
|  |                                  |
|  | Gründlingsverwandte (Gobionidae) |
|  |                                  |

|  | Kardinalfische (Tanichthyidae) |
|  |                                |
|  | Weißfische (Leuciscidae)       |
|  |                                |

|  | Bitterlinge (Acheilognathidae)   |
|  |                                  |
|  | Gründlingsverwandte (Gobionidae) |
|  |                                  |

|  | Kardinalfische (Tanichthyidae) |
|  |                                |
|  | Weißfische (Leuciscidae)       |
|  |                                |

|  | Bitterlinge (Acheilognathidae)   |
|  |                                  |
|  | Gründlingsverwandte (Gobionidae) |
|  |                                  |

|  | Kardinalfische (Tanichthyidae) |
|  |                                |
|  | Weißfische (Leuciscidae)       |
|  |                                |

|  | Bitterlinge (Acheilognathidae)   |
|  |                                  |
|  | Gründlingsverwandte (Gobionidae) |
|  |                                  |

|  | Kardinalfische (Tanichthyidae) |
|  |                                |
|  | Weißfische (Leuciscidae)       |
|  |                                |

|  | Bitterlinge (Acheilognathidae)   |
|  |                                  |
|  | Gründlingsverwandte (Gobionidae) |
|  |                                  |

|  | Kardinalfische (Tanichthyidae) |
|  |                                |
|  | Weißfische (Leuciscidae)       |
|  |                                |

|  | Bitterlinge (Acheilognathidae)   |
|  |                                  |
|  | Gründlingsverwandte (Gobionidae) |
|  |                                  |

|  | Kardinalfische (Tanichthyidae) |
|  |                                |
|  | Weißfische (Leuciscidae)       |
|  |                                |

|  | Bitterlinge (Acheilognathidae)   |
|  |                                  |
|  | Gründlingsverwandte (Gobionidae) |
|  |                                  |

|  | Kardinalfische (Tanichthyidae) |
|  |                                |
|  | Weißfische (Leuciscidae)       |
|  |                                |

|  | Bitterlinge (Acheilognathidae)   |
|  |                                  |
|  | Gründlingsverwandte (Gobionidae) |
|  |                                  |

|  | Kardinalfische (Tanichthyidae) |
|  |                                |
|  | Weißfische (Leuciscidae)       |
|  |                                |

|  | Bitterlinge (Acheilognathidae)   |
|  |                                  |
|  | Gründlingsverwandte (Gobionidae) |
|  |                                  |

|  | Kardinalfische (Tanichthyidae) |
|  |                                |
|  | Weißfische (Leuciscidae)       |
|  |                                |

|  | Bitterlinge (Acheilognathidae)   |
|  |                                  |
|  | Gründlingsverwandte (Gobionidae) |
|  |                                  |

|  | Kardinalfische (Tanichthyidae) |
|  |                                |
|  | Weißfische (Leuciscidae)       |
|  |                                |

|  | Bitterlinge (Acheilognathidae)   |
|  |                                  |
|  | Gründlingsverwandte (Gobionidae) |
|  |                                  |

|  | Kardinalfische (Tanichthyidae) |
|  |                                |
|  | Weißfische (Leuciscidae)       |
|  |                                |

|  | Bitterlinge (Acheilognathidae)   |
|  |                                  |
|  | Gründlingsverwandte (Gobionidae) |
|  |                                  |

|  | Kardinalfische (Tanichthyidae) |
|  |                                |
|  | Weißfische (Leuciscidae)       |
|  |                                |

|  | Bitterlinge (Acheilognathidae)   |
|  |                                  |
|  | Gründlingsverwandte (Gobionidae) |
|  |                                  |

|  | Kardinalfische (Tanichthyidae) |
|  |                                |
|  | Weißfische (Leuciscidae)       |
|  |                                |

|  | Bitterlinge (Acheilognathidae)   |
|  |                                  |
|  | Gründlingsverwandte (Gobionidae) |
|  |                                  |

|  | Kardinalfische (Tanichthyidae) |
|  |                                |
|  | Weißfische (Leuciscidae)       |
|  |                                |

|  | Bitterlinge (Acheilognathidae)   |
|  |                                  |
|  | Gründlingsverwandte (Gobionidae) |
|  |                                  |

|  | Kardinalfische (Tanichthyidae) |
|  |                                |
|  | Weißfische (Leuciscidae)       |
|  |                                |

|  | Bitterlinge (Acheilognathidae)   |
|  |                                  |
|  | Gründlingsverwandte (Gobionidae) |
|  |                                  |

|  | Kardinalfische (Tanichthyidae) |
|  |                                |
|  | Weißfische (Leuciscidae)       |
|  |                                |

|  | Bitterlinge (Acheilognathidae)   |
|  |                                  |
|  | Gründlingsverwandte (Gobionidae) |
|  |                                  |

|  | Kardinalfische (Tanichthyidae) |
|  |                                |
|  | Weißfische (Leuciscidae)       |
|  |                                |

|  | Bitterlinge (Acheilognathidae)   |
|  |                                  |
|  | Gründlingsverwandte (Gobionidae) |
|  |                                  |

|  | Kardinalfische (Tanichthyidae) |
|  |                                |
|  | Weißfische (Leuciscidae)       |
|  |                                |

|  | Bitterlinge (Acheilognathidae)   |
|  |                                  |
|  | Gründlingsverwandte (Gobionidae) |
|  |                                  |

|  | Kardinalfische (Tanichthyidae) |
|  |                                |
|  | Weißfische (Leuciscidae)       |
|  |                                |

|  | Bitterlinge (Acheilognathidae)   |
|  |                                  |
|  | Gründlingsverwandte (Gobionidae) |
|  |                                  |

|  | Kardinalfische (Tanichthyidae) |
|  |                                |
|  | Weißfische (Leuciscidae)       |
|  |                                |

|  | Bitterlinge (Acheilognathidae)   |
|  |                                  |
|  | Gründlingsverwandte (Gobionidae) |
|  |                                  |

|  | Kardinalfische (Tanichthyidae) |
|  |                                |
|  | Weißfische (Leuciscidae)       |
|  |                                |

|  | Bitterlinge (Acheilognathidae)   |
|  |                                  |
|  | Gründlingsverwandte (Gobionidae) |
|  |                                  |

|  | Kardinalfische (Tanichthyidae) |
|  |                                |
|  | Weißfische (Leuciscidae)       |
|  |                                |

|  | Bitterlinge (Acheilognathidae)   |
|  |                                  |
|  | Gründlingsverwandte (Gobionidae) |
|  |                                  |

|  | Kardinalfische (Tanichthyidae) |
|  |                                |
|  | Weißfische (Leuciscidae)       |
|  |                                |

|  | Bitterlinge (Acheilognathidae)   |
|  |                                  |
|  | Gründlingsverwandte (Gobionidae) |
|  |                                  |

|  | Kardinalfische (Tanichthyidae) |
|  |                                |
|  | Weißfische (Leuciscidae)       |
|  |                                |

|  | Bitterlinge (Acheilognathidae)   |
|  |                                  |
|  | Gründlingsverwandte (Gobionidae) |
|  |                                  |

|  | Kardinalfische (Tanichthyidae) |
|  |                                |
|  | Weißfische (Leuciscidae)       |
|  |                                |

|  | Bitterlinge (Acheilognathidae)   |
|  |                                  |
|  | Gründlingsverwandte (Gobionidae) |
|  |                                  |

|  | Kardinalfische (Tanichthyidae) |
|  |                                |
|  | Weißfische (Leuciscidae)       |
|  |                                |

|  | Bitterlinge (Acheilognathidae)   |
|  |                                  |
|  | Gründlingsverwandte (Gobionidae) |
|  |                                  |

|  | Kardinalfische (Tanichthyidae) |
|  |                                |
|  | Weißfische (Leuciscidae)       |
|  |                                |

|  | Bitterlinge (Acheilognathidae)   |
|  |                                  |
|  | Gründlingsverwandte (Gobionidae) |
|  |                                  |

|  | Kardinalfische (Tanichthyidae) |
|  |                                |
|  | Weißfische (Leuciscidae)       |
|  |                                |

|  | Bitterlinge (Acheilognathidae)   |
|  |                                  |
|  | Gründlingsverwandte (Gobionidae) |
|  |                                  |

|  | Kardinalfische (Tanichthyidae) |
|  |                                |
|  | Weißfische (Leuciscidae)       |
|  |                                |

|  | Bitterlinge (Acheilognathidae)   |
|  |                                  |
|  | Gründlingsverwandte (Gobionidae) |
|  |                                  |

|  | Kardinalfische (Tanichthyidae) |
|  |                                |
|  | Weißfische (Leuciscidae)       |
|  |                                |

|  | Bitterlinge (Acheilognathidae)   |
|  |                                  |
|  | Gründlingsverwandte (Gobionidae) |
|  |                                  |

|  | Kardinalfische (Tanichthyidae) |
|  |                                |
|  | Weißfische (Leuciscidae)       |
|  |                                |

|  | Bitterlinge (Acheilognathidae)   |
|  |                                  |
|  | Gründlingsverwandte (Gobionidae) |
|  |                                  |

|  | Kardinalfische (Tanichthyidae) |
|  |                                |
|  | Weißfische (Leuciscidae)       |
|  |                                |

|  | Bitterlinge (Acheilognathidae)   |
|  |                                  |
|  | Gründlingsverwandte (Gobionidae) |
|  |                                  |

|  | Kardinalfische (Tanichthyidae) |
|  |                                |
|  | Weißfische (Leuciscidae)       |
|  |                                |

|  | Bitterlinge (Acheilognathidae)   |
|  |                                  |
|  | Gründlingsverwandte (Gobionidae) |
|  |                                  |

|  | Kardinalfische (Tanichthyidae) |
|  |                                |
|  | Weißfische (Leuciscidae)       |
|  |                                |

|  | Bitterlinge (Acheilognathidae)   |
|  |                                  |
|  | Gründlingsverwandte (Gobionidae) |
|  |                                  |

|  | Kardinalfische (Tanichthyidae) |
|  |                                |
|  | Weißfische (Leuciscidae)       |
|  |                                |

|  | Bitterlinge (Acheilognathidae)   |
|  |                                  |
|  | Gründlingsverwandte (Gobionidae) |
|  |                                  |

|  | Kardinalfische (Tanichthyidae) |
|  |                                |
|  | Weißfische (Leuciscidae)       |
|  |                                |

|  | Bitterlinge (Acheilognathidae)   |
|  |                                  |
|  | Gründlingsverwandte (Gobionidae) |
|  |                                  |

|  | Kardinalfische (Tanichthyidae) |
|  |                                |
|  | Weißfische (Leuciscidae)       |
|  |                                |

|  | Bitterlinge (Acheilognathidae)   |
|  |                                  |
|  | Gründlingsverwandte (Gobionidae) |
|  |                                  |

|  | Kardinalfische (Tanichthyidae) |
|  |                                |
|  | Weißfische (Leuciscidae)       |
|  |                                |

|  | Bitterlinge (Acheilognathidae)   |
|  |                                  |
|  | Gründlingsverwandte (Gobionidae) |
|  |                                  |

|  | Kardinalfische (Tanichthyidae) |
|  |                                |
|  | Weißfische (Leuciscidae)       |
|  |                                |

|  | Bitterlinge (Acheilognathidae)   |
|  |                                  |
|  | Gründlingsverwandte (Gobionidae) |
|  |                                  |

|  | Kardinalfische (Tanichthyidae) |
|  |                                |
|  | Weißfische (Leuciscidae)       |
|  |                                |

|  | Bitterlinge (Acheilognathidae)   |
|  |                                  |
|  | Gründlingsverwandte (Gobionidae) |
|  |                                  |

|  | Kardinalfische (Tanichthyidae) |
|  |                                |
|  | Weißfische (Leuciscidae)       |
|  |                                |

|  | Bitterlinge (Acheilognathidae)   |
|  |                                  |
|  | Gründlingsverwandte (Gobionidae) |
|  |                                  |

|  | Kardinalfische (Tanichthyidae) |
|  |                                |
|  | Weißfische (Leuciscidae)       |
|  |                                |

|  | Bitterlinge (Acheilognathidae)   |
|  |                                  |
|  | Gründlingsverwandte (Gobionidae) |
|  |                                  |

|  | Kardinalfische (Tanichthyidae) |
|  |                                |
|  | Weißfische (Leuciscidae)       |
|  |                                |

|  | Bitterlinge (Acheilognathidae)   |
|  |                                  |
|  | Gründlingsverwandte (Gobionidae) |
|  |                                  |

|  | Kardinalfische (Tanichthyidae) |
|  |                                |
|  | Weißfische (Leuciscidae)       |
|  |                                |

|  | Bitterlinge (Acheilognathidae)   |
|  |                                  |
|  | Gründlingsverwandte (Gobionidae) |
|  |                                  |

|  | Kardinalfische (Tanichthyidae) |
|  |                                |
|  | Weißfische (Leuciscidae)       |
|  |                                |

|  | Bitterlinge (Acheilognathidae)   |
|  |                                  |
|  | Gründlingsverwandte (Gobionidae) |
|  |                                  |

|  | Kardinalfische (Tanichthyidae) |
|  |                                |
|  | Weißfische (Leuciscidae)       |
|  |                                |

|  | Bitterlinge (Acheilognathidae)   |
|  |                                  |
|  | Gründlingsverwandte (Gobionidae) |
|  |                                  |

|  | Kardinalfische (Tanichthyidae) |
|  |                                |
|  | Weißfische (Leuciscidae)       |
|  |                                |

|  | Bitterlinge (Acheilognathidae)   |
|  |                                  |
|  | Gründlingsverwandte (Gobionidae) |
|  |                                  |

|  | Kardinalfische (Tanichthyidae) |
|  |                                |
|  | Weißfische (Leuciscidae)       |
|  |                                |

|  | Bitterlinge (Acheilognathidae)   |
|  |                                  |
|  | Gründlingsverwandte (Gobionidae) |
|  |                                  |

|  | Kardinalfische (Tanichthyidae) |
|  |                                |
|  | Weißfische (Leuciscidae)       |
|  |                                |

|  | Bitterlinge (Acheilognathidae)   |
|  |                                  |
|  | Gründlingsverwandte (Gobionidae) |
|  |                                  |

|  | Kardinalfische (Tanichthyidae) |
|  |                                |
|  | Weißfische (Leuciscidae)       |
|  |                                |

|  | Bitterlinge (Acheilognathidae)   |
|  |                                  |
|  | Gründlingsverwandte (Gobionidae) |
|  |                                  |

|  | Kardinalfische (Tanichthyidae) |
|  |                                |
|  | Weißfische (Leuciscidae)       |
|  |                                |

|  | Bitterlinge (Acheilognathidae)   |
|  |                                  |
|  | Gründlingsverwandte (Gobionidae) |
|  |                                  |

|  | Kardinalfische (Tanichthyidae) |
|  |                                |
|  | Weißfische (Leuciscidae)       |
|  |                                |

|  | Bitterlinge (Acheilognathidae)   |
|  |                                  |
|  | Gründlingsverwandte (Gobionidae) |
|  |                                  |

|  | Kardinalfische (Tanichthyidae) |
|  |                                |
|  | Weißfische (Leuciscidae)       |
|  |                                |

|  | Bitterlinge (Acheilognathidae)   |
|  |                                  |
|  | Gründlingsverwandte (Gobionidae) |
|  |                                  |

|  | Kardinalfische (Tanichthyidae) |
|  |                                |
|  | Weißfische (Leuciscidae)       |
|  |                                |

|  | Bitterlinge (Acheilognathidae)   |
|  |                                  |
|  | Gründlingsverwandte (Gobionidae) |
|  |                                  |

|  | Kardinalfische (Tanichthyidae) |
|  |                                |
|  | Weißfische (Leuciscidae)       |
|  |                                |

|  | Bitterlinge (Acheilognathidae)   |
|  |                                  |
|  | Gründlingsverwandte (Gobionidae) |
|  |                                  |

|  | Kardinalfische (Tanichthyidae) |
|  |                                |
|  | Weißfische (Leuciscidae)       |
|  |                                |

|  | Bitterlinge (Acheilognathidae)   |
|  |                                  |
|  | Gründlingsverwandte (Gobionidae) |
|  |                                  |

|  | Kardinalfische (Tanichthyidae) |
|  |                                |
|  | Weißfische (Leuciscidae)       |
|  |                                |

|  | Bitterlinge (Acheilognathidae)   |
|  |                                  |
|  | Gründlingsverwandte (Gobionidae) |
|  |                                  |

|  | Kardinalfische (Tanichthyidae) |
|  |                                |
|  | Weißfische (Leuciscidae)       |
|  |                                |

|  | Bitterlinge (Acheilognathidae)   |
|  |                                  |
|  | Gründlingsverwandte (Gobionidae) |
|  |                                  |

|  | Kardinalfische (Tanichthyidae) |
|  |                                |
|  | Weißfische (Leuciscidae)       |
|  |                                |

|  | Bitterlinge (Acheilognathidae)   |
|  |                                  |
|  | Gründlingsverwandte (Gobionidae) |
|  |                                  |

|  | Kardinalfische (Tanichthyidae) |
|  |                                |
|  | Weißfische (Leuciscidae)       |
|  |                                |

|  | Bitterlinge (Acheilognathidae)   |
|  |                                  |
|  | Gründlingsverwandte (Gobionidae) |
|  |                                  |

|  | Kardinalfische (Tanichthyidae) |
|  |                                |
|  | Weißfische (Leuciscidae)       |
|  |                                |

|  | Bitterlinge (Acheilognathidae)   |
|  |                                  |
|  | Gründlingsverwandte (Gobionidae) |
|  |                                  |

|  | Kardinalfische (Tanichthyidae) |
|  |                                |
|  | Weißfische (Leuciscidae)       |
|  |                                |

|  | Bitterlinge (Acheilognathidae)   |
|  |                                  |
|  | Gründlingsverwandte (Gobionidae) |
|  |                                  |

|  | Kardinalfische (Tanichthyidae) |
|  |                                |
|  | Weißfische (Leuciscidae)       |
|  |                                |

|  | Bitterlinge (Acheilognathidae)   |
|  |                                  |
|  | Gründlingsverwandte (Gobionidae) |
|  |                                  |

|  | Kardinalfische (Tanichthyidae) |
|  |                                |
|  | Weißfische (Leuciscidae)       |
|  |                                |

|  | Bitterlinge (Acheilognathidae)   |
|  |                                  |
|  | Gründlingsverwandte (Gobionidae) |
|  |                                  |

|  | Kardinalfische (Tanichthyidae) |
|  |                                |
|  | Weißfische (Leuciscidae)       |
|  |                                |

|  | Bitterlinge (Acheilognathidae)   |
|  |                                  |
|  | Gründlingsverwandte (Gobionidae) |
|  |                                  |

|  | Kardinalfische (Tanichthyidae) |
|  |                                |
|  | Weißfische (Leuciscidae)       |
|  |                                |

|  | Bitterlinge (Acheilognathidae)   |
|  |                                  |
|  | Gründlingsverwandte (Gobionidae) |
|  |                                  |

|  | Kardinalfische (Tanichthyidae) |
|  |                                |
|  | Weißfische (Leuciscidae)       |
|  |                                |

|  | Bitterlinge (Acheilognathidae)   |
|  |                                  |
|  | Gründlingsverwandte (Gobionidae) |
|  |                                  |

|  | Kardinalfische (Tanichthyidae) |
|  |                                |
|  | Weißfische (Leuciscidae)       |
|  |                                |

|  | Bitterlinge (Acheilognathidae)   |
|  |                                  |
|  | Gründlingsverwandte (Gobionidae) |
|  |                                  |

|  | Kardinalfische (Tanichthyidae) |
|  |                                |
|  | Weißfische (Leuciscidae)       |
|  |                                |

|  | Bitterlinge (Acheilognathidae)   |
|  |                                  |
|  | Gründlingsverwandte (Gobionidae) |
|  |                                  |

|  | Kardinalfische (Tanichthyidae) |
|  |                                |
|  | Weißfische (Leuciscidae)       |
|  |                                |

|  | Bitterlinge (Acheilognathidae)   |
|  |                                  |
|  | Gründlingsverwandte (Gobionidae) |
|  |                                  |

|  | Kardinalfische (Tanichthyidae) |
|  |                                |
|  | Weißfische (Leuciscidae)       |
|  |                                |

|  | Bitterlinge (Acheilognathidae)   |
|  |                                  |
|  | Gründlingsverwandte (Gobionidae) |
|  |                                  |

|  | Kardinalfische (Tanichthyidae) |
|  |                                |
|  | Weißfische (Leuciscidae)       |
|  |                                |

|  | Bitterlinge (Acheilognathidae)   |
|  |                                  |
|  | Gründlingsverwandte (Gobionidae) |
|  |                                  |

|  | Kardinalfische (Tanichthyidae) |
|  |                                |
|  | Weißfische (Leuciscidae)       |
|  |                                |

|  | Bitterlinge (Acheilognathidae)   |
|  |                                  |
|  | Gründlingsverwandte (Gobionidae) |
|  |                                  |

|  | Kardinalfische (Tanichthyidae) |
|  |                                |
|  | Weißfische (Leuciscidae)       |
|  |                                |

|  | Bitterlinge (Acheilognathidae)   |
|  |                                  |
|  | Gründlingsverwandte (Gobionidae) |
|  |                                  |

|  | Kardinalfische (Tanichthyidae) |
|  |                                |
|  | Weißfische (Leuciscidae)       |
|  |                                |

|  | Bitterlinge (Acheilognathidae)   |
|  |                                  |
|  | Gründlingsverwandte (Gobionidae) |
|  |                                  |

|  | Kardinalfische (Tanichthyidae) |
|  |                                |
|  | Weißfische (Leuciscidae)       |
|  |                                |

|  | Bitterlinge (Acheilognathidae)   |
|  |                                  |
|  | Gründlingsverwandte (Gobionidae) |
|  |                                  |

|  | Kardinalfische (Tanichthyidae) |
|  |                                |
|  | Weißfische (Leuciscidae)       |
|  |                                |

|  | Bitterlinge (Acheilognathidae)   |
|  |                                  |
|  | Gründlingsverwandte (Gobionidae) |
|  |                                  |

|  | Kardinalfische (Tanichthyidae) |
|  |                                |
|  | Weißfische (Leuciscidae)       |
|  |                                |

|  | Bitterlinge (Acheilognathidae)   |
|  |                                  |
|  | Gründlingsverwandte (Gobionidae) |
|  |                                  |

|  | Kardinalfische (Tanichthyidae) |
|  |                                |
|  | Weißfische (Leuciscidae)       |
|  |                                |

|  | Bitterlinge (Acheilognathidae)   |
|  |                                  |
|  | Gründlingsverwandte (Gobionidae) |
|  |                                  |

|  | Kardinalfische (Tanichthyidae) |
|  |                                |
|  | Weißfische (Leuciscidae)       |
|  |                                |

|  | Bitterlinge (Acheilognathidae)   |
|  |                                  |
|  | Gründlingsverwandte (Gobionidae) |
|  |                                  |

|  | Kardinalfische (Tanichthyidae) |
|  |                                |
|  | Weißfische (Leuciscidae)       |
|  |                                |

|  | Bitterlinge (Acheilognathidae)   |
|  |                                  |
|  | Gründlingsverwandte (Gobionidae) |
|  |                                  |

|  | Kardinalfische (Tanichthyidae) |
|  |                                |
|  | Weißfische (Leuciscidae)       |
|  |                                |

|  | Bitterlinge (Acheilognathidae)   |
|  |                                  |
|  | Gründlingsverwandte (Gobionidae) |
|  |                                  |

|  | Kardinalfische (Tanichthyidae) |
|  |                                |
|  | Weißfische (Leuciscidae)       |
|  |                                |

|  | Bitterlinge (Acheilognathidae)   |
|  |                                  |
|  | Gründlingsverwandte (Gobionidae) |
|  |                                  |

|  | Kardinalfische (Tanichthyidae) |
|  |                                |
|  | Weißfische (Leuciscidae)       |
|  |                                |

|  | Bitterlinge (Acheilognathidae)   |
|  |                                  |
|  | Gründlingsverwandte (Gobionidae) |
|  |                                  |

|  | Kardinalfische (Tanichthyidae) |
|  |                                |
|  | Weißfische (Leuciscidae)       |
|  |                                |

|  | Bitterlinge (Acheilognathidae)   |
|  |                                  |
|  | Gründlingsverwandte (Gobionidae) |
|  |                                  |

|  | Kardinalfische (Tanichthyidae) |
|  |                                |
|  | Weißfische (Leuciscidae)       |
|  |                                |

|  | Bitterlinge (Acheilognathidae)   |
|  |                                  |
|  | Gründlingsverwandte (Gobionidae) |
|  |                                  |

|  | Kardinalfische (Tanichthyidae) |
|  |                                |
|  | Weißfische (Leuciscidae)       |
|  |                                |

|  | Bitterlinge (Acheilognathidae)   |
|  |                                  |
|  | Gründlingsverwandte (Gobionidae) |
|  |                                  |

|  | Kardinalfische (Tanichthyidae) |
|  |                                |
|  | Weißfische (Leuciscidae)       |
|  |                                |

|  | Bitterlinge (Acheilognathidae)   |
|  |                                  |
|  | Gründlingsverwandte (Gobionidae) |
|  |                                  |

|  | Kardinalfische (Tanichthyidae) |
|  |                                |
|  | Weißfische (Leuciscidae)       |
|  |                                |

|  | Bitterlinge (Acheilognathidae)   |
|  |                                  |
|  | Gründlingsverwandte (Gobionidae) |
|  |                                  |

|  | Kardinalfische (Tanichthyidae) |
|  |                                |
|  | Weißfische (Leuciscidae)       |
|  |                                |

|  | Bitterlinge (Acheilognathidae)   |
|  |                                  |
|  | Gründlingsverwandte (Gobionidae) |
|  |                                  |

|  | Kardinalfische (Tanichthyidae) |
|  |                                |
|  | Weißfische (Leuciscidae)       |
|  |                                |

|  | Bitterlinge (Acheilognathidae)   |
|  |                                  |
|  | Gründlingsverwandte (Gobionidae) |
|  |                                  |

|  | Kardinalfische (Tanichthyidae) |
|  |                                |
|  | Weißfische (Leuciscidae)       |
|  |                                |

|  | Bitterlinge (Acheilognathidae)   |
|  |                                  |
|  | Gründlingsverwandte (Gobionidae) |
|  |                                  |

|  | Kardinalfische (Tanichthyidae) |
|  |                                |
|  | Weißfische (Leuciscidae)       |
|  |                                |

|  | Bitterlinge (Acheilognathidae)   |
|  |                                  |
|  | Gründlingsverwandte (Gobionidae) |
|  |                                  |

|  | Kardinalfische (Tanichthyidae) |
|  |                                |
|  | Weißfische (Leuciscidae)       |
|  |                                |

|  | Bitterlinge (Acheilognathidae)   |
|  |                                  |
|  | Gründlingsverwandte (Gobionidae) |
|  |                                  |

|  | Kardinalfische (Tanichthyidae) |
|  |                                |
|  | Weißfische (Leuciscidae)       |
|  |                                |

|  | Bitterlinge (Acheilognathidae)   |
|  |                                  |
|  | Gründlingsverwandte (Gobionidae) |
|  |                                  |

|  | Kardinalfische (Tanichthyidae) |
|  |                                |
|  | Weißfische (Leuciscidae)       |
|  |                                |

|  | Bitterlinge (Acheilognathidae)   |
|  |                                  |
|  | Gründlingsverwandte (Gobionidae) |
|  |                                  |

|  | Kardinalfische (Tanichthyidae) |
|  |                                |
|  | Weißfische (Leuciscidae)       |
|  |                                |

|  | Bitterlinge (Acheilognathidae)   |
|  |                                  |
|  | Gründlingsverwandte (Gobionidae) |
|  |                                  |

|  | Kardinalfische (Tanichthyidae) |
|  |                                |
|  | Weißfische (Leuciscidae)       |
|  |                                |

|  | Bitterlinge (Acheilognathidae)   |
|  |                                  |
|  | Gründlingsverwandte (Gobionidae) |
|  |                                  |

|  | Kardinalfische (Tanichthyidae) |
|  |                                |
|  | Weißfische (Leuciscidae)       |
|  |                                |

|  | Bitterlinge (Acheilognathidae)   |
|  |                                  |
|  | Gründlingsverwandte (Gobionidae) |
|  |                                  |

|  | Kardinalfische (Tanichthyidae) |
|  |                                |
|  | Weißfische (Leuciscidae)       |
|  |                                |

|  | Bitterlinge (Acheilognathidae)   |
|  |                                  |
|  | Gründlingsverwandte (Gobionidae) |
|  |                                  |

|  | Kardinalfische (Tanichthyidae) |
|  |                                |
|  | Weißfische (Leuciscidae)       |
|  |                                |

|  | Bitterlinge (Acheilognathidae)   |
|  |                                  |
|  | Gründlingsverwandte (Gobionidae) |
|  |                                  |

|  | Kardinalfische (Tanichthyidae) |
|  |                                |
|  | Weißfische (Leuciscidae)       |
|  |                                |

|  | Bitterlinge (Acheilognathidae)   |
|  |                                  |
|  | Gründlingsverwandte (Gobionidae) |
|  |                                  |

|  | Kardinalfische (Tanichthyidae) |
|  |                                |
|  | Weißfische (Leuciscidae)       |
|  |                                |

|  | Bitterlinge (Acheilognathidae)   |
|  |                                  |
|  | Gründlingsverwandte (Gobionidae) |
|  |                                  |

|  | Kardinalfische (Tanichthyidae) |
|  |                                |
|  | Weißfische (Leuciscidae)       |
|  |                                |

|  | Bitterlinge (Acheilognathidae)   |
|  |                                  |
|  | Gründlingsverwandte (Gobionidae) |
|  |                                  |

|  | Kardinalfische (Tanichthyidae) |
|  |                                |
|  | Weißfische (Leuciscidae)       |
|  |                                |

|  | Bitterlinge (Acheilognathidae)   |
|  |                                  |
|  | Gründlingsverwandte (Gobionidae) |
|  |                                  |

|  | Kardinalfische (Tanichthyidae) |
|  |                                |
|  | Weißfische (Leuciscidae)       |
|  |                                |

|  | Bitterlinge (Acheilognathidae)   |
|  |                                  |
|  | Gründlingsverwandte (Gobionidae) |
|  |                                  |

|  | Kardinalfische (Tanichthyidae) |
|  |                                |
|  | Weißfische (Leuciscidae)       |
|  |                                |

|  | Bitterlinge (Acheilognathidae)   |
|  |                                  |
|  | Gründlingsverwandte (Gobionidae) |
|  |                                  |

|  | Kardinalfische (Tanichthyidae) |
|  |                                |
|  | Weißfische (Leuciscidae)       |
|  |                                |

|  | Bitterlinge (Acheilognathidae)   |
|  |                                  |
|  | Gründlingsverwandte (Gobionidae) |
|  |                                  |

|  | Kardinalfische (Tanichthyidae) |
|  |                                |
|  | Weißfische (Leuciscidae)       |
|  |                                |

|  | Bitterlinge (Acheilognathidae)   |
|  |                                  |
|  | Gründlingsverwandte (Gobionidae) |
|  |                                  |

|  | Kardinalfische (Tanichthyidae) |
|  |                                |
|  | Weißfische (Leuciscidae)       |
|  |                                |

|  | Bitterlinge (Acheilognathidae)   |
|  |                                  |
|  | Gründlingsverwandte (Gobionidae) |
|  |                                  |

|  | Kardinalfische (Tanichthyidae) |
|  |                                |
|  | Weißfische (Leuciscidae)       |
|  |                                |

|  | Bitterlinge (Acheilognathidae)   |
|  |                                  |
|  | Gründlingsverwandte (Gobionidae) |
|  |                                  |

|  | Kardinalfische (Tanichthyidae) |
|  |                                |
|  | Weißfische (Leuciscidae)       |
|  |                                |

|  | Bitterlinge (Acheilognathidae)   |
|  |                                  |
|  | Gründlingsverwandte (Gobionidae) |
|  |                                  |

|  | Kardinalfische (Tanichthyidae) |
|  |                                |
|  | Weißfische (Leuciscidae)       |
|  |                                |

|  | Bitterlinge (Acheilognathidae)   |
|  |                                  |
|  | Gründlingsverwandte (Gobionidae) |
|  |                                  |

|  | Kardinalfische (Tanichthyidae) |
|  |                                |
|  | Weißfische (Leuciscidae)       |
|  |                                |

|  | Bitterlinge (Acheilognathidae)   |
|  |                                  |
|  | Gründlingsverwandte (Gobionidae) |
|  |                                  |

|  | Kardinalfische (Tanichthyidae) |
|  |                                |
|  | Weißfische (Leuciscidae)       |
|  |                                |

|  | Bitterlinge (Acheilognathidae)   |
|  |                                  |
|  | Gründlingsverwandte (Gobionidae) |
|  |                                  |

|  | Kardinalfische (Tanichthyidae) |
|  |                                |
|  | Weißfische (Leuciscidae)       |
|  |                                |

|  | Bitterlinge (Acheilognathidae)   |
|  |                                  |
|  | Gründlingsverwandte (Gobionidae) |
|  |                                  |

|  | Kardinalfische (Tanichthyidae) |
|  |                                |
|  | Weißfische (Leuciscidae)       |
|  |                                |

|  | Bitterlinge (Acheilognathidae)   |
|  |                                  |
|  | Gründlingsverwandte (Gobionidae) |
|  |                                  |

|  | Kardinalfische (Tanichthyidae) |
|  |                                |
|  | Weißfische (Leuciscidae)       |
|  |                                |

|  | Bitterlinge (Acheilognathidae)   |
|  |                                  |
|  | Gründlingsverwandte (Gobionidae) |
|  |                                  |

|  | Kardinalfische (Tanichthyidae) |
|  |                                |
|  | Weißfische (Leuciscidae)       |
|  |                                |

|  | Bitterlinge (Acheilognathidae)   |
|  |                                  |
|  | Gründlingsverwandte (Gobionidae) |
|  |                                  |

|  | Kardinalfische (Tanichthyidae) |
|  |                                |
|  | Weißfische (Leuciscidae)       |
|  |                                |

|  | Bitterlinge (Acheilognathidae)   |
|  |                                  |
|  | Gründlingsverwandte (Gobionidae) |
|  |                                  |

|  | Kardinalfische (Tanichthyidae) |
|  |                                |
|  | Weißfische (Leuciscidae)       |
|  |                                |

|  | Bitterlinge (Acheilognathidae)   |
|  |                                  |
|  | Gründlingsverwandte (Gobionidae) |
|  |                                  |

|  | Kardinalfische (Tanichthyidae) |
|  |                                |
|  | Weißfische (Leuciscidae)       |
|  |                                |

|  | Bitterlinge (Acheilognathidae)   |
|  |                                  |
|  | Gründlingsverwandte (Gobionidae) |
|  |                                  |

|  | Kardinalfische (Tanichthyidae) |
|  |                                |
|  | Weißfische (Leuciscidae)       |
|  |                                |

|  | Bitterlinge (Acheilognathidae)   |
|  |                                  |
|  | Gründlingsverwandte (Gobionidae) |
|  |                                  |

|  | Kardinalfische (Tanichthyidae) |
|  |                                |
|  | Weißfische (Leuciscidae)       |
|  |                                |

|  | Bitterlinge (Acheilognathidae)   |
|  |                                  |
|  | Gründlingsverwandte (Gobionidae) |
|  |                                  |

|  | Kardinalfische (Tanichthyidae) |
|  |                                |
|  | Weißfische (Leuciscidae)       |
|  |                                |

|  | Bitterlinge (Acheilognathidae)   |
|  |                                  |
|  | Gründlingsverwandte (Gobionidae) |
|  |                                  |

|  | Kardinalfische (Tanichthyidae) |
|  |                                |
|  | Weißfische (Leuciscidae)       |
|  |                                |

|  | Bitterlinge (Acheilognathidae)   |
|  |                                  |
|  | Gründlingsverwandte (Gobionidae) |
|  |                                  |

|  | Kardinalfische (Tanichthyidae) |
|  |                                |
|  | Weißfische (Leuciscidae)       |
|  |                                |

|  | Bitterlinge (Acheilognathidae)   |
|  |                                  |
|  | Gründlingsverwandte (Gobionidae) |
|  |                                  |

|  | Kardinalfische (Tanichthyidae) |
|  |                                |
|  | Weißfische (Leuciscidae)       |
|  |                                |

|  | Bitterlinge (Acheilognathidae)   |
|  |                                  |
|  | Gründlingsverwandte (Gobionidae) |
|  |                                  |

|  | Kardinalfische (Tanichthyidae) |
|  |                                |
|  | Weißfische (Leuciscidae)       |
|  |                                |

|  | Bitterlinge (Acheilognathidae)   |
|  |                                  |
|  | Gründlingsverwandte (Gobionidae) |
|  |                                  |

|  | Kardinalfische (Tanichthyidae) |
|  |                                |
|  | Weißfische (Leuciscidae)       |
|  |                                |

|  | Bitterlinge (Acheilognathidae)   |
|  |                                  |
|  | Gründlingsverwandte (Gobionidae) |
|  |                                  |

|  | Kardinalfische (Tanichthyidae) |
|  |                                |
|  | Weißfische (Leuciscidae)       |
|  |                                |

|  | Bitterlinge (Acheilognathidae)   |
|  |                                  |
|  | Gründlingsverwandte (Gobionidae) |
|  |                                  |

|  | Kardinalfische (Tanichthyidae) |
|  |                                |
|  | Weißfische (Leuciscidae)       |
|  |                                |

|  | Bitterlinge (Acheilognathidae)   |
|  |                                  |
|  | Gründlingsverwandte (Gobionidae) |
|  |                                  |

|  | Kardinalfische (Tanichthyidae) |
|  |                                |
|  | Weißfische (Leuciscidae)       |
|  |                                |

|  | Bitterlinge (Acheilognathidae)   |
|  |                                  |
|  | Gründlingsverwandte (Gobionidae) |
|  |                                  |

|  | Kardinalfische (Tanichthyidae) |
|  |                                |
|  | Weißfische (Leuciscidae)       |
|  |                                |

|  | Bitterlinge (Acheilognathidae)   |
|  |                                  |
|  | Gründlingsverwandte (Gobionidae) |
|  |                                  |

|  | Kardinalfische (Tanichthyidae) |
|  |                                |
|  | Weißfische (Leuciscidae)       |
|  |                                |

|  | Bitterlinge (Acheilognathidae)   |
|  |                                  |
|  | Gründlingsverwandte (Gobionidae) |
|  |                                  |

|  | Kardinalfische (Tanichthyidae) |
|  |                                |
|  | Weißfische (Leuciscidae)       |
|  |                                |

|  | Bitterlinge (Acheilognathidae)   |
|  |                                  |
|  | Gründlingsverwandte (Gobionidae) |
|  |                                  |

|  | Kardinalfische (Tanichthyidae) |
|  |                                |
|  | Weißfische (Leuciscidae)       |
|  |                                |

|  | Bitterlinge (Acheilognathidae)   |
|  |                                  |
|  | Gründlingsverwandte (Gobionidae) |
|  |                                  |

|  | Kardinalfische (Tanichthyidae) |
|  |                                |
|  | Weißfische (Leuciscidae)       |
|  |                                |

|  | Bitterlinge (Acheilognathidae)   |
|  |                                  |
|  | Gründlingsverwandte (Gobionidae) |
|  |                                  |

|  | Kardinalfische (Tanichthyidae) |
|  |                                |
|  | Weißfische (Leuciscidae)       |
|  |                                |

|  | Bitterlinge (Acheilognathidae)   |
|  |                                  |
|  | Gründlingsverwandte (Gobionidae) |
|  |                                  |

|  | Kardinalfische (Tanichthyidae) |
|  |                                |
|  | Weißfische (Leuciscidae)       |
|  |                                |

|  | Bitterlinge (Acheilognathidae)   |
|  |                                  |
|  | Gründlingsverwandte (Gobionidae) |
|  |                                  |

|  | Kardinalfische (Tanichthyidae) |
|  |                                |
|  | Weißfische (Leuciscidae)       |
|  |                                |

|  | Bitterlinge (Acheilognathidae)   |
|  |                                  |
|  | Gründlingsverwandte (Gobionidae) |
|  |                                  |

|  | Kardinalfische (Tanichthyidae) |
|  |                                |
|  | Weißfische (Leuciscidae)       |
|  |                                |

|  | Bitterlinge (Acheilognathidae)   |
|  |                                  |
|  | Gründlingsverwandte (Gobionidae) |
|  |                                  |

|  | Kardinalfische (Tanichthyidae) |
|  |                                |
|  | Weißfische (Leuciscidae)       |
|  |                                |

|  | Bitterlinge (Acheilognathidae)   |
|  |                                  |
|  | Gründlingsverwandte (Gobionidae) |
|  |                                  |

|  | Kardinalfische (Tanichthyidae) |
|  |                                |
|  | Weißfische (Leuciscidae)       |
|  |                                |

|  | Bitterlinge (Acheilognathidae)   |
|  |                                  |
|  | Gründlingsverwandte (Gobionidae) |
|  |                                  |

|  | Kardinalfische (Tanichthyidae) |
|  |                                |
|  | Weißfische (Leuciscidae)       |
|  |                                |

|  | Bitterlinge (Acheilognathidae)   |
|  |                                  |
|  | Gründlingsverwandte (Gobionidae) |
|  |                                  |

|  | Kardinalfische (Tanichthyidae) |
|  |                                |
|  | Weißfische (Leuciscidae)       |
|  |                                |

|  | Bitterlinge (Acheilognathidae)   |
|  |                                  |
|  | Gründlingsverwandte (Gobionidae) |
|  |                                  |

|  | Kardinalfische (Tanichthyidae) |
|  |                                |
|  | Weißfische (Leuciscidae)       |
|  |                                |

|  | Bitterlinge (Acheilognathidae)   |
|  |                                  |
|  | Gründlingsverwandte (Gobionidae) |
|  |                                  |

|  | Kardinalfische (Tanichthyidae) |
|  |                                |
|  | Weißfische (Leuciscidae)       |
|  |                                |

|  | Bitterlinge (Acheilognathidae)   |
|  |                                  |
|  | Gründlingsverwandte (Gobionidae) |
|  |                                  |

|  | Kardinalfische (Tanichthyidae) |
|  |                                |
|  | Weißfische (Leuciscidae)       |
|  |                                |

|  | Bitterlinge (Acheilognathidae)   |
|  |                                  |
|  | Gründlingsverwandte (Gobionidae) |
|  |                                  |

|  | Kardinalfische (Tanichthyidae) |
|  |                                |
|  | Weißfische (Leuciscidae)       |
|  |                                |

|  | Bitterlinge (Acheilognathidae)   |
|  |                                  |
|  | Gründlingsverwandte (Gobionidae) |
|  |                                  |

|  | Kardinalfische (Tanichthyidae) |
|  |                                |
|  | Weißfische (Leuciscidae)       |
|  |                                |

|  | Bitterlinge (Acheilognathidae)   |
|  |                                  |
|  | Gründlingsverwandte (Gobionidae) |
|  |                                  |

|  | Kardinalfische (Tanichthyidae) |
|  |                                |
|  | Weißfische (Leuciscidae)       |
|  |                                |

|  | Bitterlinge (Acheilognathidae)   |
|  |                                  |
|  | Gründlingsverwandte (Gobionidae) |
|  |                                  |

|  | Kardinalfische (Tanichthyidae) |
|  |                                |
|  | Weißfische (Leuciscidae)       |
|  |                                |

|  | Bitterlinge (Acheilognathidae)   |
|  |                                  |
|  | Gründlingsverwandte (Gobionidae) |
|  |                                  |

|  | Kardinalfische (Tanichthyidae) |
|  |                                |
|  | Weißfische (Leuciscidae)       |
|  |                                |

|  | Bitterlinge (Acheilognathidae)   |
|  |                                  |
|  | Gründlingsverwandte (Gobionidae) |
|  |                                  |

|  | Kardinalfische (Tanichthyidae) |
|  |                                |
|  | Weißfische (Leuciscidae)       |
|  |                                |

|  | Bitterlinge (Acheilognathidae)   |
|  |                                  |
|  | Gründlingsverwandte (Gobionidae) |
|  |                                  |

|  | Kardinalfische (Tanichthyidae) |
|  |                                |
|  | Weißfische (Leuciscidae)       |
|  |                                |

|  | Bitterlinge (Acheilognathidae)   |
|  |                                  |
|  | Gründlingsverwandte (Gobionidae) |
|  |                                  |

|  | Kardinalfische (Tanichthyidae) |
|  |                                |
|  | Weißfische (Leuciscidae)       |
|  |                                |

|  | Bitterlinge (Acheilognathidae)   |
|  |                                  |
|  | Gründlingsverwandte (Gobionidae) |
|  |                                  |

|  | Kardinalfische (Tanichthyidae) |
|  |                                |
|  | Weißfische (Leuciscidae)       |
|  |                                |

|  | Bitterlinge (Acheilognathidae)   |
|  |                                  |
|  | Gründlingsverwandte (Gobionidae) |
|  |                                  |

|  | Kardinalfische (Tanichthyidae) |
|  |                                |
|  | Weißfische (Leuciscidae)       |
|  |                                |

|  | Bitterlinge (Acheilognathidae)   |
|  |                                  |
|  | Gründlingsverwandte (Gobionidae) |
|  |                                  |

|  | Kardinalfische (Tanichthyidae) |
|  |                                |
|  | Weißfische (Leuciscidae)       |
|  |                                |

|  | Bitterlinge (Acheilognathidae)   |
|  |                                  |
|  | Gründlingsverwandte (Gobionidae) |
|  |                                  |

|  | Kardinalfische (Tanichthyidae) |
|  |                                |
|  | Weißfische (Leuciscidae)       |
|  |                                |

|  | Bitterlinge (Acheilognathidae)   |
|  |                                  |
|  | Gründlingsverwandte (Gobionidae) |
|  |                                  |

|  | Kardinalfische (Tanichthyidae) |
|  |                                |
|  | Weißfische (Leuciscidae)       |
|  |                                |

|  | Bitterlinge (Acheilognathidae)   |
|  |                                  |
|  | Gründlingsverwandte (Gobionidae) |
|  |                                  |

|  | Kardinalfische (Tanichthyidae) |
|  |                                |
|  | Weißfische (Leuciscidae)       |
|  |                                |

|  | Bitterlinge (Acheilognathidae)   |
|  |                                  |
|  | Gründlingsverwandte (Gobionidae) |
|  |                                  |

|  | Kardinalfische (Tanichthyidae) |
|  |                                |
|  | Weißfische (Leuciscidae)       |
|  |                                |

|  | Bitterlinge (Acheilognathidae)   |
|  |                                  |
|  | Gründlingsverwandte (Gobionidae) |
|  |                                  |

|  | Kardinalfische (Tanichthyidae) |
|  |                                |
|  | Weißfische (Leuciscidae)       |
|  |                                |

|  | Bitterlinge (Acheilognathidae)   |
|  |                                  |
|  | Gründlingsverwandte (Gobionidae) |
|  |                                  |

|  | Kardinalfische (Tanichthyidae) |
|  |                                |
|  | Weißfische (Leuciscidae)       |
|  |                                |

|  | Bitterlinge (Acheilognathidae)   |
|  |                                  |
|  | Gründlingsverwandte (Gobionidae) |
|  |                                  |

|  | Kardinalfische (Tanichthyidae) |
|  |                                |
|  | Weißfische (Leuciscidae)       |
|  |                                |

|  | Bitterlinge (Acheilognathidae)   |
|  |                                  |
|  | Gründlingsverwandte (Gobionidae) |
|  |                                  |

|  | Kardinalfische (Tanichthyidae) |
|  |                                |
|  | Weißfische (Leuciscidae)       |
|  |                                |

|  | Bitterlinge (Acheilognathidae)   |
|  |                                  |
|  | Gründlingsverwandte (Gobionidae) |
|  |                                  |

|  | Kardinalfische (Tanichthyidae) |
|  |                                |
|  | Weißfische (Leuciscidae)       |
|  |                                |

|  | Bitterlinge (Acheilognathidae)   |
|  |                                  |
|  | Gründlingsverwandte (Gobionidae) |
|  |                                  |

|  | Kardinalfische (Tanichthyidae) |
|  |                                |
|  | Weißfische (Leuciscidae)       |
|  |                                |

|  | Bitterlinge (Acheilognathidae)   |
|  |                                  |
|  | Gründlingsverwandte (Gobionidae) |
|  |                                  |

|  | Kardinalfische (Tanichthyidae) |
|  |                                |
|  | Weißfische (Leuciscidae)       |
|  |                                |

|  | Bitterlinge (Acheilognathidae)   |
|  |                                  |
|  | Gründlingsverwandte (Gobionidae) |
|  |                                  |

|  | Kardinalfische (Tanichthyidae) |
|  |                                |
|  | Weißfische (Leuciscidae)       |
|  |                                |

|  | Bitterlinge (Acheilognathidae)   |
|  |                                  |
|  | Gründlingsverwandte (Gobionidae) |
|  |                                  |

|  | Kardinalfische (Tanichthyidae) |
|  |                                |
|  | Weißfische (Leuciscidae)       |
|  |                                |

|  | Bitterlinge (Acheilognathidae)   |
|  |                                  |
|  | Gründlingsverwandte (Gobionidae) |
|  |                                  |

|  | Kardinalfische (Tanichthyidae) |
|  |                                |
|  | Weißfische (Leuciscidae)       |
|  |                                |

|  | Bitterlinge (Acheilognathidae)   |
|  |                                  |
|  | Gründlingsverwandte (Gobionidae) |
|  |                                  |

|  | Kardinalfische (Tanichthyidae) |
|  |                                |
|  | Weißfische (Leuciscidae)       |
|  |                                |

|  | Bitterlinge (Acheilognathidae)   |
|  |                                  |
|  | Gründlingsverwandte (Gobionidae) |
|  |                                  |

|  | Kardinalfische (Tanichthyidae) |
|  |                                |
|  | Weißfische (Leuciscidae)       |
|  |                                |

|  | Bitterlinge (Acheilognathidae)   |
|  |                                  |
|  | Gründlingsverwandte (Gobionidae) |
|  |                                  |

|  | Kardinalfische (Tanichthyidae) |
|  |                                |
|  | Weißfische (Leuciscidae)       |
|  |                                |

|  | Bitterlinge (Acheilognathidae)   |
|  |                                  |
|  | Gründlingsverwandte (Gobionidae) |
|  |                                  |

|  | Kardinalfische (Tanichthyidae) |
|  |                                |
|  | Weißfische (Leuciscidae)       |
|  |                                |

|  | Bitterlinge (Acheilognathidae)   |
|  |                                  |
|  | Gründlingsverwandte (Gobionidae) |
|  |                                  |

|  | Kardinalfische (Tanichthyidae) |
|  |                                |
|  | Weißfische (Leuciscidae)       |
|  |                                |

|  | Bitterlinge (Acheilognathidae)   |
|  |                                  |
|  | Gründlingsverwandte (Gobionidae) |
|  |                                  |

|  | Kardinalfische (Tanichthyidae) |
|  |                                |
|  | Weißfische (Leuciscidae)       |
|  |                                |

|  | Bitterlinge (Acheilognathidae)   |
|  |                                  |
|  | Gründlingsverwandte (Gobionidae) |
|  |                                  |

|  | Kardinalfische (Tanichthyidae) |
|  |                                |
|  | Weißfische (Leuciscidae)       |
|  |                                |

|  | Bitterlinge (Acheilognathidae)   |
|  |                                  |
|  | Gründlingsverwandte (Gobionidae) |
|  |                                  |

|  | Kardinalfische (Tanichthyidae) |
|  |                                |
|  | Weißfische (Leuciscidae)       |
|  |                                |

|  | Bitterlinge (Acheilognathidae)   |
|  |                                  |
|  | Gründlingsverwandte (Gobionidae) |
|  |                                  |

|  | Kardinalfische (Tanichthyidae) |
|  |                                |
|  | Weißfische (Leuciscidae)       |
|  |                                |

|  | Bitterlinge (Acheilognathidae)   |
|  |                                  |
|  | Gründlingsverwandte (Gobionidae) |
|  |                                  |

|  | Kardinalfische (Tanichthyidae) |
|  |                                |
|  | Weißfische (Leuciscidae)       |
|  |                                |

|  | Bitterlinge (Acheilognathidae)   |
|  |                                  |
|  | Gründlingsverwandte (Gobionidae) |
|  |                                  |

|  | Kardinalfische (Tanichthyidae) |
|  |                                |
|  | Weißfische (Leuciscidae)       |
|  |                                |

|  | Bitterlinge (Acheilognathidae)   |
|  |                                  |
|  | Gründlingsverwandte (Gobionidae) |
|  |                                  |

|  | Kardinalfische (Tanichthyidae) |
|  |                                |
|  | Weißfische (Leuciscidae)       |
|  |                                |

|  | Bitterlinge (Acheilognathidae)   |
|  |                                  |
|  | Gründlingsverwandte (Gobionidae) |
|  |                                  |

|  | Kardinalfische (Tanichthyidae) |
|  |                                |
|  | Weißfische (Leuciscidae)       |
|  |                                |

|  | Bitterlinge (Acheilognathidae)   |
|  |                                  |
|  | Gründlingsverwandte (Gobionidae) |
|  |                                  |

|  | Kardinalfische (Tanichthyidae) |
|  |                                |
|  | Weißfische (Leuciscidae)       |
|  |                                |

|  | Bitterlinge (Acheilognathidae)   |
|  |                                  |
|  | Gründlingsverwandte (Gobionidae) |
|  |                                  |

|  | Kardinalfische (Tanichthyidae) |
|  |                                |
|  | Weißfische (Leuciscidae)       |
|  |                                |

|  | Bitterlinge (Acheilognathidae)   |
|  |                                  |
|  | Gründlingsverwandte (Gobionidae) |
|  |                                  |

|  | Kardinalfische (Tanichthyidae) |
|  |                                |
|  | Weißfische (Leuciscidae)       |
|  |                                |

|  | Bitterlinge (Acheilognathidae)   |
|  |                                  |
|  | Gründlingsverwandte (Gobionidae) |
|  |                                  |

|  | Kardinalfische (Tanichthyidae) |
|  |                                |
|  | Weißfische (Leuciscidae)       |
|  |                                |

|  | Bitterlinge (Acheilognathidae)   |
|  |                                  |
|  | Gründlingsverwandte (Gobionidae) |
|  |                                  |

|  | Kardinalfische (Tanichthyidae) |
|  |                                |
|  | Weißfische (Leuciscidae)       |
|  |                                |

|  | Bitterlinge (Acheilognathidae)   |
|  |                                  |
|  | Gründlingsverwandte (Gobionidae) |
|  |                                  |

|  | Kardinalfische (Tanichthyidae) |
|  |                                |
|  | Weißfische (Leuciscidae)       |
|  |                                |

|  | Bitterlinge (Acheilognathidae)   |
|  |                                  |
|  | Gründlingsverwandte (Gobionidae) |
|  |                                  |

|  | Kardinalfische (Tanichthyidae) |
|  |                                |
|  | Weißfische (Leuciscidae)       |
|  |                                |

|  | Bitterlinge (Acheilognathidae)   |
|  |                                  |
|  | Gründlingsverwandte (Gobionidae) |
|  |                                  |

|  | Kardinalfische (Tanichthyidae) |
|  |                                |
|  | Weißfische (Leuciscidae)       |
|  |                                |

|  | Bitterlinge (Acheilognathidae)   |
|  |                                  |
|  | Gründlingsverwandte (Gobionidae) |
|  |                                  |

|  | Kardinalfische (Tanichthyidae) |
|  |                                |
|  | Weißfische (Leuciscidae)       |
|  |                                |

|  | Bitterlinge (Acheilognathidae)   |
|  |                                  |
|  | Gründlingsverwandte (Gobionidae) |
|  |                                  |

|  | Kardinalfische (Tanichthyidae) |
|  |                                |
|  | Weißfische (Leuciscidae)       |
|  |                                |

|  | Bitterlinge (Acheilognathidae)   |
|  |                                  |
|  | Gründlingsverwandte (Gobionidae) |
|  |                                  |

|  | Kardinalfische (Tanichthyidae) |
|  |                                |
|  | Weißfische (Leuciscidae)       |
|  |                                |

|  | Bitterlinge (Acheilognathidae)   |
|  |                                  |
|  | Gründlingsverwandte (Gobionidae) |
|  |                                  |

|  | Kardinalfische (Tanichthyidae) |
|  |                                |
|  | Weißfische (Leuciscidae)       |
|  |                                |

|  | Bitterlinge (Acheilognathidae)   |
|  |                                  |
|  | Gründlingsverwandte (Gobionidae) |
|  |                                  |

|  | Kardinalfische (Tanichthyidae) |
|  |                                |
|  | Weißfische (Leuciscidae)       |
|  |                                |

|  | Bitterlinge (Acheilognathidae)   |
|  |                                  |
|  | Gründlingsverwandte (Gobionidae) |
|  |                                  |

|  | Kardinalfische (Tanichthyidae) |
|  |                                |
|  | Weißfische (Leuciscidae)       |
|  |                                |

|  | Bitterlinge (Acheilognathidae)   |
|  |                                  |
|  | Gründlingsverwandte (Gobionidae) |
|  |                                  |

|  | Kardinalfische (Tanichthyidae) |
|  |                                |
|  | Weißfische (Leuciscidae)       |
|  |                                |

|  | Bitterlinge (Acheilognathidae)   |
|  |                                  |
|  | Gründlingsverwandte (Gobionidae) |
|  |                                  |

|  | Kardinalfische (Tanichthyidae) |
|  |                                |
|  | Weißfische (Leuciscidae)       |
|  |                                |

|  | Bitterlinge (Acheilognathidae)   |
|  |                                  |
|  | Gründlingsverwandte (Gobionidae) |
|  |                                  |

|  | Kardinalfische (Tanichthyidae) |
|  |                                |
|  | Weißfische (Leuciscidae)       |
|  |                                |

|  | Bitterlinge (Acheilognathidae)   |
|  |                                  |
|  | Gründlingsverwandte (Gobionidae) |
|  |                                  |

|  | Kardinalfische (Tanichthyidae) |
|  |                                |
|  | Weißfische (Leuciscidae)       |
|  |                                |

|  | Bitterlinge (Acheilognathidae)   |
|  |                                  |
|  | Gründlingsverwandte (Gobionidae) |
|  |                                  |

|  | Kardinalfische (Tanichthyidae) |
|  |                                |
|  | Weißfische (Leuciscidae)       |
|  |                                |

|  | Bitterlinge (Acheilognathidae)   |
|  |                                  |
|  | Gründlingsverwandte (Gobionidae) |
|  |                                  |

|  | Kardinalfische (Tanichthyidae) |
|  |                                |
|  | Weißfische (Leuciscidae)       |
|  |                                |

|  | Bitterlinge (Acheilognathidae)   |
|  |                                  |
|  | Gründlingsverwandte (Gobionidae) |
|  |                                  |

|  | Kardinalfische (Tanichthyidae) |
|  |                                |
|  | Weißfische (Leuciscidae)       |
|  |                                |

|  | Bitterlinge (Acheilognathidae)   |
|  |                                  |
|  | Gründlingsverwandte (Gobionidae) |
|  |                                  |

|  | Kardinalfische (Tanichthyidae) |
|  |                                |
|  | Weißfische (Leuciscidae)       |
|  |                                |

|  | Bitterlinge (Acheilognathidae)   |
|  |                                  |
|  | Gründlingsverwandte (Gobionidae) |
|  |                                  |

|  | Kardinalfische (Tanichthyidae) |
|  |                                |
|  | Weißfische (Leuciscidae)       |
|  |                                |

|  | Bitterlinge (Acheilognathidae)   |
|  |                                  |
|  | Gründlingsverwandte (Gobionidae) |
|  |                                  |

|  | Kardinalfische (Tanichthyidae) |
|  |                                |
|  | Weißfische (Leuciscidae)       |
|  |                                |

|  | Bitterlinge (Acheilognathidae)   |
|  |                                  |
|  | Gründlingsverwandte (Gobionidae) |
|  |                                  |

|  | Kardinalfische (Tanichthyidae) |
|  |                                |
|  | Weißfische (Leuciscidae)       |
|  |                                |

|  | Bitterlinge (Acheilognathidae)   |
|  |                                  |
|  | Gründlingsverwandte (Gobionidae) |
|  |                                  |

|  | Kardinalfische (Tanichthyidae) |
|  |                                |
|  | Weißfische (Leuciscidae)       |
|  |                                |

|  | Bitterlinge (Acheilognathidae)   |
|  |                                  |
|  | Gründlingsverwandte (Gobionidae) |
|  |                                  |

|  | Kardinalfische (Tanichthyidae) |
|  |                                |
|  | Weißfische (Leuciscidae)       |
|  |                                |

|  | Bitterlinge (Acheilognathidae)   |
|  |                                  |
|  | Gründlingsverwandte (Gobionidae) |
|  |                                  |

|  | Kardinalfische (Tanichthyidae) |
|  |                                |
|  | Weißfische (Leuciscidae)       |
|  |                                |

|  | Bitterlinge (Acheilognathidae)   |
|  |                                  |
|  | Gründlingsverwandte (Gobionidae) |
|  |                                  |

|  | Kardinalfische (Tanichthyidae) |
|  |                                |
|  | Weißfische (Leuciscidae)       |
|  |                                |

|  | Bitterlinge (Acheilognathidae)   |
|  |                                  |
|  | Gründlingsverwandte (Gobionidae) |
|  |                                  |

|  | Kardinalfische (Tanichthyidae) |
|  |                                |
|  | Weißfische (Leuciscidae)       |
|  |                                |

|  | Bitterlinge (Acheilognathidae)   |
|  |                                  |
|  | Gründlingsverwandte (Gobionidae) |
|  |                                  |

|  | Kardinalfische (Tanichthyidae) |
|  |                                |
|  | Weißfische (Leuciscidae)       |
|  |                                |

|  | Bitterlinge (Acheilognathidae)   |
|  |                                  |
|  | Gründlingsverwandte (Gobionidae) |
|  |                                  |

|  | Kardinalfische (Tanichthyidae) |
|  |                                |
|  | Weißfische (Leuciscidae)       |
|  |                                |

|  | Bitterlinge (Acheilognathidae)   |
|  |                                  |
|  | Gründlingsverwandte (Gobionidae) |
|  |                                  |

|  | Kardinalfische (Tanichthyidae) |
|  |                                |
|  | Weißfische (Leuciscidae)       |
|  |                                |

|  | Bitterlinge (Acheilognathidae)   |
|  |                                  |
|  | Gründlingsverwandte (Gobionidae) |
|  |                                  |

|  | Kardinalfische (Tanichthyidae) |
|  |                                |
|  | Weißfische (Leuciscidae)       |
|  |                                |

|  | Bitterlinge (Acheilognathidae)   |
|  |                                  |
|  | Gründlingsverwandte (Gobionidae) |
|  |                                  |

|  | Kardinalfische (Tanichthyidae) |
|  |                                |
|  | Weißfische (Leuciscidae)       |
|  |                                |

|  | Bitterlinge (Acheilognathidae)   |
|  |                                  |
|  | Gründlingsverwandte (Gobionidae) |
|  |                                  |

|  | Kardinalfische (Tanichthyidae) |
|  |                                |
|  | Weißfische (Leuciscidae)       |
|  |                                |

|  | Bitterlinge (Acheilognathidae)   |
|  |                                  |
|  | Gründlingsverwandte (Gobionidae) |
|  |                                  |

|  | Kardinalfische (Tanichthyidae) |
|  |                                |
|  | Weißfische (Leuciscidae)       |
|  |                                |

|  | Bitterlinge (Acheilognathidae)   |
|  |                                  |
|  | Gründlingsverwandte (Gobionidae) |
|  |                                  |

|  | Kardinalfische (Tanichthyidae) |
|  |                                |
|  | Weißfische (Leuciscidae)       |
|  |                                |

|  | Bitterlinge (Acheilognathidae)   |
|  |                                  |
|  | Gründlingsverwandte (Gobionidae) |
|  |                                  |

|  | Kardinalfische (Tanichthyidae) |
|  |                                |
|  | Weißfische (Leuciscidae)       |
|  |                                |

|  | Bitterlinge (Acheilognathidae)   |
|  |                                  |
|  | Gründlingsverwandte (Gobionidae) |
|  |                                  |

|  | Kardinalfische (Tanichthyidae) |
|  |                                |
|  | Weißfische (Leuciscidae)       |
|  |                                |

|  | Bitterlinge (Acheilognathidae)   |
|  |                                  |
|  | Gründlingsverwandte (Gobionidae) |
|  |                                  |

|  | Kardinalfische (Tanichthyidae) |
|  |                                |
|  | Weißfische (Leuciscidae)       |
|  |                                |

|  | Bitterlinge (Acheilognathidae)   |
|  |                                  |
|  | Gründlingsverwandte (Gobionidae) |
|  |                                  |

|  | Kardinalfische (Tanichthyidae) |
|  |                                |
|  | Weißfische (Leuciscidae)       |
|  |                                |

|  | Bitterlinge (Acheilognathidae)   |
|  |                                  |
|  | Gründlingsverwandte (Gobionidae) |
|  |                                  |

|  | Kardinalfische (Tanichthyidae) |
|  |                                |
|  | Weißfische (Leuciscidae)       |
|  |                                |

|  | Bitterlinge (Acheilognathidae)   |
|  |                                  |
|  | Gründlingsverwandte (Gobionidae) |
|  |                                  |

|  | Kardinalfische (Tanichthyidae) |
|  |                                |
|  | Weißfische (Leuciscidae)       |
|  |                                |

|  | Bitterlinge (Acheilognathidae)   |
|  |                                  |
|  | Gründlingsverwandte (Gobionidae) |
|  |                                  |

|  | Kardinalfische (Tanichthyidae) |
|  |                                |
|  | Weißfische (Leuciscidae)       |
|  |                                |

|  | Bitterlinge (Acheilognathidae)   |
|  |                                  |
|  | Gründlingsverwandte (Gobionidae) |
|  |                                  |

|  | Kardinalfische (Tanichthyidae) |
|  |                                |
|  | Weißfische (Leuciscidae)       |
|  |                                |

|  | Bitterlinge (Acheilognathidae)   |
|  |                                  |
|  | Gründlingsverwandte (Gobionidae) |
|  |                                  |

|  | Kardinalfische (Tanichthyidae) |
|  |                                |
|  | Weißfische (Leuciscidae)       |
|  |                                |

|  | Bitterlinge (Acheilognathidae)   |
|  |                                  |
|  | Gründlingsverwandte (Gobionidae) |
|  |                                  |

|  | Kardinalfische (Tanichthyidae) |
|  |                                |
|  | Weißfische (Leuciscidae)       |
|  |                                |

|  | Bitterlinge (Acheilognathidae)   |
|  |                                  |
|  | Gründlingsverwandte (Gobionidae) |
|  |                                  |

|  | Kardinalfische (Tanichthyidae) |
|  |                                |
|  | Weißfische (Leuciscidae)       |
|  |                                |

|  | Bitterlinge (Acheilognathidae)   |
|  |                                  |
|  | Gründlingsverwandte (Gobionidae) |
|  |                                  |

|  | Kardinalfische (Tanichthyidae) |
|  |                                |
|  | Weißfische (Leuciscidae)       |
|  |                                |

|  | Bitterlinge (Acheilognathidae)   |
|  |                                  |
|  | Gründlingsverwandte (Gobionidae) |
|  |                                  |

|  | Kardinalfische (Tanichthyidae) |
|  |                                |
|  | Weißfische (Leuciscidae)       |
|  |                                |

|  | Bitterlinge (Acheilognathidae)   |
|  |                                  |
|  | Gründlingsverwandte (Gobionidae) |
|  |                                  |

|  | Kardinalfische (Tanichthyidae) |
|  |                                |
|  | Weißfische (Leuciscidae)       |
|  |                                |

|  | Bitterlinge (Acheilognathidae)   |
|  |                                  |
|  | Gründlingsverwandte (Gobionidae) |
|  |                                  |

|  | Kardinalfische (Tanichthyidae) |
|  |                                |
|  | Weißfische (Leuciscidae)       |
|  |                                |

|  | Bitterlinge (Acheilognathidae)   |
|  |                                  |
|  | Gründlingsverwandte (Gobionidae) |
|  |                                  |

|  | Kardinalfische (Tanichthyidae) |
|  |                                |
|  | Weißfische (Leuciscidae)       |
|  |                                |

|  | Bitterlinge (Acheilognathidae)   |
|  |                                  |
|  | Gründlingsverwandte (Gobionidae) |
|  |                                  |

|  | Kardinalfische (Tanichthyidae) |
|  |                                |
|  | Weißfische (Leuciscidae)       |
|  |                                |

|  | Bitterlinge (Acheilognathidae)   |
|  |                                  |
|  | Gründlingsverwandte (Gobionidae) |
|  |                                  |

|  | Kardinalfische (Tanichthyidae) |
|  |                                |
|  | Weißfische (Leuciscidae)       |
|  |                                |

|  | Bitterlinge (Acheilognathidae)   |
|  |                                  |
|  | Gründlingsverwandte (Gobionidae) |
|  |                                  |

|  | Kardinalfische (Tanichthyidae) |
|  |                                |
|  | Weißfische (Leuciscidae)       |
|  |                                |

|  | Bitterlinge (Acheilognathidae)   |
|  |                                  |
|  | Gründlingsverwandte (Gobionidae) |
|  |                                  |

|  | Kardinalfische (Tanichthyidae) |
|  |                                |
|  | Weißfische (Leuciscidae)       |
|  |                                |

|  | Bitterlinge (Acheilognathidae)   |
|  |                                  |
|  | Gründlingsverwandte (Gobionidae) |
|  |                                  |

|  | Kardinalfische (Tanichthyidae) |
|  |                                |
|  | Weißfische (Leuciscidae)       |
|  |                                |

|  | Bitterlinge (Acheilognathidae)   |
|  |                                  |
|  | Gründlingsverwandte (Gobionidae) |
|  |                                  |

|  | Kardinalfische (Tanichthyidae) |
|  |                                |
|  | Weißfische (Leuciscidae)       |
|  |                                |

|  | Bitterlinge (Acheilognathidae)   |
|  |                                  |
|  | Gründlingsverwandte (Gobionidae) |
|  |                                  |

|  | Kardinalfische (Tanichthyidae) |
|  |                                |
|  | Weißfische (Leuciscidae)       |
|  |                                |

|  | Bitterlinge (Acheilognathidae)   |
|  |                                  |
|  | Gründlingsverwandte (Gobionidae) |
|  |                                  |

|  | Kardinalfische (Tanichthyidae) |
|  |                                |
|  | Weißfische (Leuciscidae)       |
|  |                                |

|  | Bitterlinge (Acheilognathidae)   |
|  |                                  |
|  | Gründlingsverwandte (Gobionidae) |
|  |                                  |

|  | Kardinalfische (Tanichthyidae) |
|  |                                |
|  | Weißfische (Leuciscidae)       |
|  |                                |

|  | Bitterlinge (Acheilognathidae)   |
|  |                                  |
|  | Gründlingsverwandte (Gobionidae) |
|  |                                  |

|  | Kardinalfische (Tanichthyidae) |
|  |                                |
|  | Weißfische (Leuciscidae)       |
|  |                                |

|  | Bitterlinge (Acheilognathidae)   |
|  |                                  |
|  | Gründlingsverwandte (Gobionidae) |
|  |                                  |

|  | Kardinalfische (Tanichthyidae) |
|  |                                |
|  | Weißfische (Leuciscidae)       |
|  |                                |

|  | Bitterlinge (Acheilognathidae)   |
|  |                                  |
|  | Gründlingsverwandte (Gobionidae) |
|  |                                  |

|  | Kardinalfische (Tanichthyidae) |
|  |                                |
|  | Weißfische (Leuciscidae)       |
|  |                                |

|  | Bitterlinge (Acheilognathidae)   |
|  |                                  |
|  | Gründlingsverwandte (Gobionidae) |
|  |                                  |

|  | Kardinalfische (Tanichthyidae) |
|  |                                |
|  | Weißfische (Leuciscidae)       |
|  |                                |

|  | Bitterlinge (Acheilognathidae)   |
|  |                                  |
|  | Gründlingsverwandte (Gobionidae) |
|  |                                  |

|  | Kardinalfische (Tanichthyidae) |
|  |                                |
|  | Weißfische (Leuciscidae)       |
|  |                                |

|  | Bitterlinge (Acheilognathidae)   |
|  |                                  |
|  | Gründlingsverwandte (Gobionidae) |
|  |                                  |

|  | Kardinalfische (Tanichthyidae) |
|  |                                |
|  | Weißfische (Leuciscidae)       |
|  |                                |

|  | Bitterlinge (Acheilognathidae)   |
|  |                                  |
|  | Gründlingsverwandte (Gobionidae) |
|  |                                  |

|  | Kardinalfische (Tanichthyidae) |
|  |                                |
|  | Weißfische (Leuciscidae)       |
|  |                                |

|  | Bitterlinge (Acheilognathidae)   |
|  |                                  |
|  | Gründlingsverwandte (Gobionidae) |
|  |                                  |

|  | Kardinalfische (Tanichthyidae) |
|  |                                |
|  | Weißfische (Leuciscidae)       |
|  |                                |

|  | Bitterlinge (Acheilognathidae)   |
|  |                                  |
|  | Gründlingsverwandte (Gobionidae) |
|  |                                  |

|  | Kardinalfische (Tanichthyidae) |
|  |                                |
|  | Weißfische (Leuciscidae)       |
|  |                                |

|  | Bitterlinge (Acheilognathidae)   |
|  |                                  |
|  | Gründlingsverwandte (Gobionidae) |
|  |                                  |

|  | Kardinalfische (Tanichthyidae) |
|  |                                |
|  | Weißfische (Leuciscidae)       |
|  |                                |

|  | Bitterlinge (Acheilognathidae)   |
|  |                                  |
|  | Gründlingsverwandte (Gobionidae) |
|  |                                  |

|  | Kardinalfische (Tanichthyidae) |
|  |                                |
|  | Weißfische (Leuciscidae)       |
|  |                                |

|  | Bitterlinge (Acheilognathidae)   |
|  |                                  |
|  | Gründlingsverwandte (Gobionidae) |
|  |                                  |

|  | Kardinalfische (Tanichthyidae) |
|  |                                |
|  | Weißfische (Leuciscidae)       |
|  |                                |

|  | Bitterlinge (Acheilognathidae)   |
|  |                                  |
|  | Gründlingsverwandte (Gobionidae) |
|  |                                  |

|  | Kardinalfische (Tanichthyidae) |
|  |                                |
|  | Weißfische (Leuciscidae)       |
|  |                                |

|  | Bitterlinge (Acheilognathidae)   |
|  |                                  |
|  | Gründlingsverwandte (Gobionidae) |
|  |                                  |

|  | Kardinalfische (Tanichthyidae) |
|  |                                |
|  | Weißfische (Leuciscidae)       |
|  |                                |

|  | Bitterlinge (Acheilognathidae)   |
|  |                                  |
|  | Gründlingsverwandte (Gobionidae) |
|  |                                  |

|  | Kardinalfische (Tanichthyidae) |
|  |                                |
|  | Weißfische (Leuciscidae)       |
|  |                                |

|  | Bitterlinge (Acheilognathidae)   |
|  |                                  |
|  | Gründlingsverwandte (Gobionidae) |
|  |                                  |

|  | Kardinalfische (Tanichthyidae) |
|  |                                |
|  | Weißfische (Leuciscidae)       |
|  |                                |

|  | Bitterlinge (Acheilognathidae)   |
|  |                                  |
|  | Gründlingsverwandte (Gobionidae) |
|  |                                  |

|  | Kardinalfische (Tanichthyidae) |
|  |                                |
|  | Weißfische (Leuciscidae)       |
|  |                                |

|  | Bitterlinge (Acheilognathidae)   |
|  |                                  |
|  | Gründlingsverwandte (Gobionidae) |
|  |                                  |

|  | Kardinalfische (Tanichthyidae) |
|  |                                |
|  | Weißfische (Leuciscidae)       |
|  |                                |

|  | Bitterlinge (Acheilognathidae)   |
|  |                                  |
|  | Gründlingsverwandte (Gobionidae) |
|  |                                  |

|  | Kardinalfische (Tanichthyidae) |
|  |                                |
|  | Weißfische (Leuciscidae)       |
|  |                                |

|  | Bitterlinge (Acheilognathidae)   |
|  |                                  |
|  | Gründlingsverwandte (Gobionidae) |
|  |                                  |

|  | Kardinalfische (Tanichthyidae) |
|  |                                |
|  | Weißfische (Leuciscidae)       |
|  |                                |

|  | Bitterlinge (Acheilognathidae)   |
|  |                                  |
|  | Gründlingsverwandte (Gobionidae) |
|  |                                  |

|  | Kardinalfische (Tanichthyidae) |
|  |                                |
|  | Weißfische (Leuciscidae)       |
|  |                                |

|  | Bitterlinge (Acheilognathidae)   |
|  |                                  |
|  | Gründlingsverwandte (Gobionidae) |
|  |                                  |

|  | Kardinalfische (Tanichthyidae) |
|  |                                |
|  | Weißfische (Leuciscidae)       |
|  |                                |

|  | Bitterlinge (Acheilognathidae)   |
|  |                                  |
|  | Gründlingsverwandte (Gobionidae) |
|  |                                  |

|  | Kardinalfische (Tanichthyidae) |
|  |                                |
|  | Weißfische (Leuciscidae)       |
|  |                                |

|  | Bitterlinge (Acheilognathidae)   |
|  |                                  |
|  | Gründlingsverwandte (Gobionidae) |
|  |                                  |

|  | Kardinalfische (Tanichthyidae) |
|  |                                |
|  | Weißfische (Leuciscidae)       |
|  |                                |

|  | Bitterlinge (Acheilognathidae)   |
|  |                                  |
|  | Gründlingsverwandte (Gobionidae) |
|  |                                  |

|  | Kardinalfische (Tanichthyidae) |
|  |                                |
|  | Weißfische (Leuciscidae)       |
|  |                                |

|  | Bitterlinge (Acheilognathidae)   |
|  |                                  |
|  | Gründlingsverwandte (Gobionidae) |
|  |                                  |

|  | Kardinalfische (Tanichthyidae) |
|  |                                |
|  | Weißfische (Leuciscidae)       |
|  |                                |

|  | Bitterlinge (Acheilognathidae)   |
|  |                                  |
|  | Gründlingsverwandte (Gobionidae) |
|  |                                  |

|  | Kardinalfische (Tanichthyidae) |
|  |                                |
|  | Weißfische (Leuciscidae)       |
|  |                                |

|  | Bitterlinge (Acheilognathidae)   |
|  |                                  |
|  | Gründlingsverwandte (Gobionidae) |
|  |                                  |

|  | Kardinalfische (Tanichthyidae) |
|  |                                |
|  | Weißfische (Leuciscidae)       |
|  |                                |

|  | Bitterlinge (Acheilognathidae)   |
|  |                                  |
|  | Gründlingsverwandte (Gobionidae) |
|  |                                  |

|  | Kardinalfische (Tanichthyidae) |
|  |                                |
|  | Weißfische (Leuciscidae)       |
|  |                                |

|  | Bitterlinge (Acheilognathidae)   |
|  |                                  |
|  | Gründlingsverwandte (Gobionidae) |
|  |                                  |

|  | Kardinalfische (Tanichthyidae) |
|  |                                |
|  | Weißfische (Leuciscidae)       |
|  |                                |

|  | Bitterlinge (Acheilognathidae)   |
|  |                                  |
|  | Gründlingsverwandte (Gobionidae) |
|  |                                  |

|  | Kardinalfische (Tanichthyidae) |
|  |                                |
|  | Weißfische (Leuciscidae)       |
|  |                                |

|  | Bitterlinge (Acheilognathidae)   |
|  |                                  |
|  | Gründlingsverwandte (Gobionidae) |
|  |                                  |

|  | Kardinalfische (Tanichthyidae) |
|  |                                |
|  | Weißfische (Leuciscidae)       |
|  |                                |

|  | Bitterlinge (Acheilognathidae)   |
|  |                                  |
|  | Gründlingsverwandte (Gobionidae) |
|  |                                  |

|  | Kardinalfische (Tanichthyidae) |
|  |                                |
|  | Weißfische (Leuciscidae)       |
|  |                                |

|  | Bitterlinge (Acheilognathidae)   |
|  |                                  |
|  | Gründlingsverwandte (Gobionidae) |
|  |                                  |

|  | Kardinalfische (Tanichthyidae) |
|  |                                |
|  | Weißfische (Leuciscidae)       |
|  |                                |

|  | Bitterlinge (Acheilognathidae)   |
|  |                                  |
|  | Gründlingsverwandte (Gobionidae) |
|  |                                  |

|  | Kardinalfische (Tanichthyidae) |
|  |                                |
|  | Weißfische (Leuciscidae)       |
|  |                                |

|  | Bitterlinge (Acheilognathidae)   |
|  |                                  |
|  | Gründlingsverwandte (Gobionidae) |
|  |                                  |

|  | Kardinalfische (Tanichthyidae) |
|  |                                |
|  | Weißfische (Leuciscidae)       |
|  |                                |

|  | Bitterlinge (Acheilognathidae)   |
|  |                                  |
|  | Gründlingsverwandte (Gobionidae) |
|  |                                  |

|  | Kardinalfische (Tanichthyidae) |
|  |                                |
|  | Weißfische (Leuciscidae)       |
|  |                                |

|  | Bitterlinge (Acheilognathidae)   |
|  |                                  |
|  | Gründlingsverwandte (Gobionidae) |
|  |                                  |

|  | Kardinalfische (Tanichthyidae) |
|  |                                |
|  | Weißfische (Leuciscidae)       |
|  |                                |

|  | Bitterlinge (Acheilognathidae)   |
|  |                                  |
|  | Gründlingsverwandte (Gobionidae) |
|  |                                  |

|  | Kardinalfische (Tanichthyidae) |
|  |                                |
|  | Weißfische (Leuciscidae)       |
|  |                                |

|  | Bitterlinge (Acheilognathidae)   |
|  |                                  |
|  | Gründlingsverwandte (Gobionidae) |
|  |                                  |

|  | Kardinalfische (Tanichthyidae) |
|  |                                |
|  | Weißfische (Leuciscidae)       |
|  |                                |

|  | Bitterlinge (Acheilognathidae)   |
|  |                                  |
|  | Gründlingsverwandte (Gobionidae) |
|  |                                  |

|  | Kardinalfische (Tanichthyidae) |
|  |                                |
|  | Weißfische (Leuciscidae)       |
|  |                                |

|  | Bitterlinge (Acheilognathidae)   |
|  |                                  |
|  | Gründlingsverwandte (Gobionidae) |
|  |                                  |

|  | Kardinalfische (Tanichthyidae) |
|  |                                |
|  | Weißfische (Leuciscidae)       |
|  |                                |

|  | Bitterlinge (Acheilognathidae)   |
|  |                                  |
|  | Gründlingsverwandte (Gobionidae) |
|  |                                  |

|  | Kardinalfische (Tanichthyidae) |
|  |                                |
|  | Weißfische (Leuciscidae)       |
|  |                                |

|  | Bitterlinge (Acheilognathidae)   |
|  |                                  |
|  | Gründlingsverwandte (Gobionidae) |
|  |                                  |

|  | Kardinalfische (Tanichthyidae) |
|  |                                |
|  | Weißfische (Leuciscidae)       |
|  |                                |

|  | Bitterlinge (Acheilognathidae)   |
|  |                                  |
|  | Gründlingsverwandte (Gobionidae) |
|  |                                  |

|  | Kardinalfische (Tanichthyidae) |
|  |                                |
|  | Weißfische (Leuciscidae)       |
|  |                                |

|  | Bitterlinge (Acheilognathidae)   |
|  |                                  |
|  | Gründlingsverwandte (Gobionidae) |
|  |                                  |

|  | Kardinalfische (Tanichthyidae) |
|  |                                |
|  | Weißfische (Leuciscidae)       |
|  |                                |

|  | Bitterlinge (Acheilognathidae)   |
|  |                                  |
|  | Gründlingsverwandte (Gobionidae) |
|  |                                  |

|  | Kardinalfische (Tanichthyidae) |
|  |                                |
|  | Weißfische (Leuciscidae)       |
|  |                                |

|  | Bitterlinge (Acheilognathidae)   |
|  |                                  |
|  | Gründlingsverwandte (Gobionidae) |
|  |                                  |

|  | Kardinalfische (Tanichthyidae) |
|  |                                |
|  | Weißfische (Leuciscidae)       |
|  |                                |

|  | Bitterlinge (Acheilognathidae)   |
|  |                                  |
|  | Gründlingsverwandte (Gobionidae) |
|  |                                  |

|  | Kardinalfische (Tanichthyidae) |
|  |                                |
|  | Weißfische (Leuciscidae)       |
|  |                                |

|  | Bitterlinge (Acheilognathidae)   |
|  |                                  |
|  | Gründlingsverwandte (Gobionidae) |
|  |                                  |

|  | Kardinalfische (Tanichthyidae) |
|  |                                |
|  | Weißfische (Leuciscidae)       |
|  |                                |

|  | Bitterlinge (Acheilognathidae)   |
|  |                                  |
|  | Gründlingsverwandte (Gobionidae) |
|  |                                  |

|  | Kardinalfische (Tanichthyidae) |
|  |                                |
|  | Weißfische (Leuciscidae)       |
|  |                                |

|  | Bitterlinge (Acheilognathidae)   |
|  |                                  |
|  | Gründlingsverwandte (Gobionidae) |
|  |                                  |

|  | Kardinalfische (Tanichthyidae) |
|  |                                |
|  | Weißfische (Leuciscidae)       |
|  |                                |

|  | Bitterlinge (Acheilognathidae)   |
|  |                                  |
|  | Gründlingsverwandte (Gobionidae) |
|  |                                  |

|  | Kardinalfische (Tanichthyidae) |
|  |                                |
|  | Weißfische (Leuciscidae)       |
|  |                                |

|  | Bitterlinge (Acheilognathidae)   |
|  |                                  |
|  | Gründlingsverwandte (Gobionidae) |
|  |                                  |

|  | Kardinalfische (Tanichthyidae) |
|  |                                |
|  | Weißfische (Leuciscidae)       |
|  |                                |

|  | Bitterlinge (Acheilognathidae)   |
|  |                                  |
|  | Gründlingsverwandte (Gobionidae) |
|  |                                  |

|  | Kardinalfische (Tanichthyidae) |
|  |                                |
|  | Weißfische (Leuciscidae)       |
|  |                                |

|  | Bitterlinge (Acheilognathidae)   |
|  |                                  |
|  | Gründlingsverwandte (Gobionidae) |
|  |                                  |

|  | Kardinalfische (Tanichthyidae) |
|  |                                |
|  | Weißfische (Leuciscidae)       |
|  |                                |

|  | Bitterlinge (Acheilognathidae)   |
|  |                                  |
|  | Gründlingsverwandte (Gobionidae) |
|  |                                  |

|  | Kardinalfische (Tanichthyidae) |
|  |                                |
|  | Weißfische (Leuciscidae)       |
|  |                                |

|  | Bitterlinge (Acheilognathidae)   |
|  |                                  |
|  | Gründlingsverwandte (Gobionidae) |
|  |                                  |

|  | Kardinalfische (Tanichthyidae) |
|  |                                |
|  | Weißfische (Leuciscidae)       |
|  |                                |

|  | Bitterlinge (Acheilognathidae)   |
|  |                                  |
|  | Gründlingsverwandte (Gobionidae) |
|  |                                  |

|  | Kardinalfische (Tanichthyidae) |
|  |                                |
|  | Weißfische (Leuciscidae)       |
|  |                                |

|  | Bitterlinge (Acheilognathidae)   |
|  |                                  |
|  | Gründlingsverwandte (Gobionidae) |
|  |                                  |

|  | Kardinalfische (Tanichthyidae) |
|  |                                |
|  | Weißfische (Leuciscidae)       |
|  |                                |

|  | Bitterlinge (Acheilognathidae)   |
|  |                                  |
|  | Gründlingsverwandte (Gobionidae) |
|  |                                  |

|  | Kardinalfische (Tanichthyidae) |
|  |                                |
|  | Weißfische (Leuciscidae)       |
|  |                                |

|  | Bitterlinge (Acheilognathidae)   |
|  |                                  |
|  | Gründlingsverwandte (Gobionidae) |
|  |                                  |

|  | Kardinalfische (Tanichthyidae) |
|  |                                |
|  | Weißfische (Leuciscidae)       |
|  |                                |

|  | Bitterlinge (Acheilognathidae)   |
|  |                                  |
|  | Gründlingsverwandte (Gobionidae) |
|  |                                  |

|  | Kardinalfische (Tanichthyidae) |
|  |                                |
|  | Weißfische (Leuciscidae)       |
|  |                                |

|  | Bitterlinge (Acheilognathidae)   |
|  |                                  |
|  | Gründlingsverwandte (Gobionidae) |
|  |                                  |

|  | Kardinalfische (Tanichthyidae) |
|  |                                |
|  | Weißfische (Leuciscidae)       |
|  |                                |

|  | Bitterlinge (Acheilognathidae)   |
|  |                                  |
|  | Gründlingsverwandte (Gobionidae) |
|  |                                  |

|  | Kardinalfische (Tanichthyidae) |
|  |                                |
|  | Weißfische (Leuciscidae)       |
|  |                                |

|  | Bitterlinge (Acheilognathidae)   |
|  |                                  |
|  | Gründlingsverwandte (Gobionidae) |
|  |                                  |

|  | Kardinalfische (Tanichthyidae) |
|  |                                |
|  | Weißfische (Leuciscidae)       |
|  |                                |

|  | Bitterlinge (Acheilognathidae)   |
|  |                                  |
|  | Gründlingsverwandte (Gobionidae) |
|  |                                  |

|  | Kardinalfische (Tanichthyidae) |
|  |                                |
|  | Weißfische (Leuciscidae)       |
|  |                                |

|  | Bitterlinge (Acheilognathidae)   |
|  |                                  |
|  | Gründlingsverwandte (Gobionidae) |
|  |                                  |

|  | Kardinalfische (Tanichthyidae) |
|  |                                |
|  | Weißfische (Leuciscidae)       |
|  |                                |

|  | Bitterlinge (Acheilognathidae)   |
|  |                                  |
|  | Gründlingsverwandte (Gobionidae) |
|  |                                  |

|  | Kardinalfische (Tanichthyidae) |
|  |                                |
|  | Weißfische (Leuciscidae)       |
|  |                                |

|  | Bitterlinge (Acheilognathidae)   |
|  |                                  |
|  | Gründlingsverwandte (Gobionidae) |
|  |                                  |

|  | Kardinalfische (Tanichthyidae) |
|  |                                |
|  | Weißfische (Leuciscidae)       |
|  |                                |

|  | Bitterlinge (Acheilognathidae)   |
|  |                                  |
|  | Gründlingsverwandte (Gobionidae) |
|  |                                  |

|  | Kardinalfische (Tanichthyidae) |
|  |                                |
|  | Weißfische (Leuciscidae)       |
|  |                                |

|  | Bitterlinge (Acheilognathidae)   |
|  |                                  |
|  | Gründlingsverwandte (Gobionidae) |
|  |                                  |

|  | Kardinalfische (Tanichthyidae) |
|  |                                |
|  | Weißfische (Leuciscidae)       |
|  |                                |

|  | Bitterlinge (Acheilognathidae)   |
|  |                                  |
|  | Gründlingsverwandte (Gobionidae) |
|  |                                  |

|  | Kardinalfische (Tanichthyidae) |
|  |                                |
|  | Weißfische (Leuciscidae)       |
|  |                                |

|  | Bitterlinge (Acheilognathidae)   |
|  |                                  |
|  | Gründlingsverwandte (Gobionidae) |
|  |                                  |

|  | Kardinalfische (Tanichthyidae) |
|  |                                |
|  | Weißfische (Leuciscidae)       |
|  |                                |

|  | Bitterlinge (Acheilognathidae)   |
|  |                                  |
|  | Gründlingsverwandte (Gobionidae) |
|  |                                  |

|  | Kardinalfische (Tanichthyidae) |
|  |                                |
|  | Weißfische (Leuciscidae)       |
|  |                                |

|  | Bitterlinge (Acheilognathidae)   |
|  |                                  |
|  | Gründlingsverwandte (Gobionidae) |
|  |                                  |

|  | Kardinalfische (Tanichthyidae) |
|  |                                |
|  | Weißfische (Leuciscidae)       |
|  |                                |

|  | Bitterlinge (Acheilognathidae)   |
|  |                                  |
|  | Gründlingsverwandte (Gobionidae) |
|  |                                  |

|  | Kardinalfische (Tanichthyidae) |
|  |                                |
|  | Weißfische (Leuciscidae)       |
|  |                                |

|  | Bitterlinge (Acheilognathidae)   |
|  |                                  |
|  | Gründlingsverwandte (Gobionidae) |
|  |                                  |

|  | Kardinalfische (Tanichthyidae) |
|  |                                |
|  | Weißfische (Leuciscidae)       |
|  |                                |

|  | Bitterlinge (Acheilognathidae)   |
|  |                                  |
|  | Gründlingsverwandte (Gobionidae) |
|  |                                  |

|  | Kardinalfische (Tanichthyidae) |
|  |                                |
|  | Weißfische (Leuciscidae)       |
|  |                                |

|  | Bitterlinge (Acheilognathidae)   |
|  |                                  |
|  | Gründlingsverwandte (Gobionidae) |
|  |                                  |

|  | Kardinalfische (Tanichthyidae) |
|  |                                |
|  | Weißfische (Leuciscidae)       |
|  |                                |

|  | Bitterlinge (Acheilognathidae)   |
|  |                                  |
|  | Gründlingsverwandte (Gobionidae) |
|  |                                  |

|  | Kardinalfische (Tanichthyidae) |
|  |                                |
|  | Weißfische (Leuciscidae)       |
|  |                                |

|  | Bitterlinge (Acheilognathidae)   |
|  |                                  |
|  | Gründlingsverwandte (Gobionidae) |
|  |                                  |

|  | Kardinalfische (Tanichthyidae) |
|  |                                |
|  | Weißfische (Leuciscidae)       |
|  |                                |

|  | Bitterlinge (Acheilognathidae)   |
|  |                                  |
|  | Gründlingsverwandte (Gobionidae) |
|  |                                  |

|  | Kardinalfische (Tanichthyidae) |
|  |                                |
|  | Weißfische (Leuciscidae)       |
|  |                                |

|  | Bitterlinge (Acheilognathidae)   |
|  |                                  |
|  | Gründlingsverwandte (Gobionidae) |
|  |                                  |

|  | Kardinalfische (Tanichthyidae) |
|  |                                |
|  | Weißfische (Leuciscidae)       |
|  |                                |

|  | Bitterlinge (Acheilognathidae)   |
|  |                                  |
|  | Gründlingsverwandte (Gobionidae) |
|  |                                  |

|  | Kardinalfische (Tanichthyidae) |
|  |                                |
|  | Weißfische (Leuciscidae)       |
|  |                                |

|  | Bitterlinge (Acheilognathidae)   |
|  |                                  |
|  | Gründlingsverwandte (Gobionidae) |
|  |                                  |

|  | Kardinalfische (Tanichthyidae) |
|  |                                |
|  | Weißfische (Leuciscidae)       |
|  |                                |

|  | Bitterlinge (Acheilognathidae)   |
|  |                                  |
|  | Gründlingsverwandte (Gobionidae) |
|  |                                  |

|  | Kardinalfische (Tanichthyidae) |
|  |                                |
|  | Weißfische (Leuciscidae)       |
|  |                                |

|  | Bitterlinge (Acheilognathidae)   |
|  |                                  |
|  | Gründlingsverwandte (Gobionidae) |
|  |                                  |

|  | Kardinalfische (Tanichthyidae) |
|  |                                |
|  | Weißfische (Leuciscidae)       |
|  |                                |

|  | Bitterlinge (Acheilognathidae)   |
|  |                                  |
|  | Gründlingsverwandte (Gobionidae) |
|  |                                  |

|  | Kardinalfische (Tanichthyidae) |
|  |                                |
|  | Weißfische (Leuciscidae)       |
|  |                                |

|  | Bitterlinge (Acheilognathidae)   |
|  |                                  |
|  | Gründlingsverwandte (Gobionidae) |
|  |                                  |

|  | Kardinalfische (Tanichthyidae) |
|  |                                |
|  | Weißfische (Leuciscidae)       |
|  |                                |

|  | Bitterlinge (Acheilognathidae)   |
|  |                                  |
|  | Gründlingsverwandte (Gobionidae) |
|  |                                  |

|  | Kardinalfische (Tanichthyidae) |
|  |                                |
|  | Weißfische (Leuciscidae)       |
|  |                                |

|  | Bitterlinge (Acheilognathidae)   |
|  |                                  |
|  | Gründlingsverwandte (Gobionidae) |
|  |                                  |

|  | Kardinalfische (Tanichthyidae) |
|  |                                |
|  | Weißfische (Leuciscidae)       |
|  |                                |

|  | Bitterlinge (Acheilognathidae)   |
|  |                                  |
|  | Gründlingsverwandte (Gobionidae) |
|  |                                  |

|  | Kardinalfische (Tanichthyidae) |
|  |                                |
|  | Weißfische (Leuciscidae)       |
|  |                                |

|  | Bitterlinge (Acheilognathidae)   |
|  |                                  |
|  | Gründlingsverwandte (Gobionidae) |
|  |                                  |

|  | Kardinalfische (Tanichthyidae) |
|  |                                |
|  | Weißfische (Leuciscidae)       |
|  |                                |

|  | Bitterlinge (Acheilognathidae)   |
|  |                                  |
|  | Gründlingsverwandte (Gobionidae) |
|  |                                  |

|  | Kardinalfische (Tanichthyidae) |
|  |                                |
|  | Weißfische (Leuciscidae)       |
|  |                                |

|  | Bitterlinge (Acheilognathidae)   |
|  |                                  |
|  | Gründlingsverwandte (Gobionidae) |
|  |                                  |

|  | Kardinalfische (Tanichthyidae) |
|  |                                |
|  | Weißfische (Leuciscidae)       |
|  |                                |

|  | Bitterlinge (Acheilognathidae)   |
|  |                                  |
|  | Gründlingsverwandte (Gobionidae) |
|  |                                  |

|  | Kardinalfische (Tanichthyidae) |
|  |                                |
|  | Weißfische (Leuciscidae)       |
|  |                                |

|  | Bitterlinge (Acheilognathidae)   |
|  |                                  |
|  | Gründlingsverwandte (Gobionidae) |
|  |                                  |

|  | Kardinalfische (Tanichthyidae) |
|  |                                |
|  | Weißfische (Leuciscidae)       |
|  |                                |

|  | Bitterlinge (Acheilognathidae)   |
|  |                                  |
|  | Gründlingsverwandte (Gobionidae) |
|  |                                  |

|  | Kardinalfische (Tanichthyidae) |
|  |                                |
|  | Weißfische (Leuciscidae)       |
|  |                                |

|  | Bitterlinge (Acheilognathidae)   |
|  |                                  |
|  | Gründlingsverwandte (Gobionidae) |
|  |                                  |

|  | Kardinalfische (Tanichthyidae) |
|  |                                |
|  | Weißfische (Leuciscidae)       |
|  |                                |

|  | Bitterlinge (Acheilognathidae)   |
|  |                                  |
|  | Gründlingsverwandte (Gobionidae) |
|  |                                  |

|  | Kardinalfische (Tanichthyidae) |
|  |                                |
|  | Weißfische (Leuciscidae)       |
|  |                                |

|  | Bitterlinge (Acheilognathidae)   |
|  |                                  |
|  | Gründlingsverwandte (Gobionidae) |
|  |                                  |

|  | Kardinalfische (Tanichthyidae) |
|  |                                |
|  | Weißfische (Leuciscidae)       |
|  |                                |

|  | Bitterlinge (Acheilognathidae)   |
|  |                                  |
|  | Gründlingsverwandte (Gobionidae) |
|  |                                  |

|  | Kardinalfische (Tanichthyidae) |
|  |                                |
|  | Weißfische (Leuciscidae)       |
|  |                                |

|  | Bitterlinge (Acheilognathidae)   |
|  |                                  |
|  | Gründlingsverwandte (Gobionidae) |
|  |                                  |

|  | Kardinalfische (Tanichthyidae) |
|  |                                |
|  | Weißfische (Leuciscidae)       |
|  |                                |

|  | Bitterlinge (Acheilognathidae)   |
|  |                                  |
|  | Gründlingsverwandte (Gobionidae) |
|  |                                  |

|  | Kardinalfische (Tanichthyidae) |
|  |                                |
|  | Weißfische (Leuciscidae)       |
|  |                                |

|  | Bitterlinge (Acheilognathidae)   |
|  |                                  |
|  | Gründlingsverwandte (Gobionidae) |
|  |                                  |

|  | Kardinalfische (Tanichthyidae) |
|  |                                |
|  | Weißfische (Leuciscidae)       |
|  |                                |

|  | Bitterlinge (Acheilognathidae)   |
|  |                                  |
|  | Gründlingsverwandte (Gobionidae) |
|  |                                  |

|  | Kardinalfische (Tanichthyidae) |
|  |                                |
|  | Weißfische (Leuciscidae)       |
|  |                                |

|  | Bitterlinge (Acheilognathidae)   |
|  |                                  |
|  | Gründlingsverwandte (Gobionidae) |
|  |                                  |

|  | Kardinalfische (Tanichthyidae) |
|  |                                |
|  | Weißfische (Leuciscidae)       |
|  |                                |

|  | Bitterlinge (Acheilognathidae)   |
|  |                                  |
|  | Gründlingsverwandte (Gobionidae) |
|  |                                  |

|  | Kardinalfische (Tanichthyidae) |
|  |                                |
|  | Weißfische (Leuciscidae)       |
|  |                                |

|  | Bitterlinge (Acheilognathidae)   |
|  |                                  |
|  | Gründlingsverwandte (Gobionidae) |
|  |                                  |

|  | Kardinalfische (Tanichthyidae) |
|  |                                |
|  | Weißfische (Leuciscidae)       |
|  |                                |

|  | Bitterlinge (Acheilognathidae)   |
|  |                                  |
|  | Gründlingsverwandte (Gobionidae) |
|  |                                  |

|  | Kardinalfische (Tanichthyidae) |
|  |                                |
|  | Weißfische (Leuciscidae)       |
|  |                                |

|  | Bitterlinge (Acheilognathidae)   |
|  |                                  |
|  | Gründlingsverwandte (Gobionidae) |
|  |                                  |

|  | Kardinalfische (Tanichthyidae) |
|  |                                |
|  | Weißfische (Leuciscidae)       |
|  |                                |

|  | Bitterlinge (Acheilognathidae)   |
|  |                                  |
|  | Gründlingsverwandte (Gobionidae) |
|  |                                  |

|  | Kardinalfische (Tanichthyidae) |
|  |                                |
|  | Weißfische (Leuciscidae)       |
|  |                                |

|  | Bitterlinge (Acheilognathidae)   |
|  |                                  |
|  | Gründlingsverwandte (Gobionidae) |
|  |                                  |

|  | Kardinalfische (Tanichthyidae) |
|  |                                |
|  | Weißfische (Leuciscidae)       |
|  |                                |

|  | Bitterlinge (Acheilognathidae)   |
|  |                                  |
|  | Gründlingsverwandte (Gobionidae) |
|  |                                  |

|  | Kardinalfische (Tanichthyidae) |
|  |                                |
|  | Weißfische (Leuciscidae)       |
|  |                                |

|  | Bitterlinge (Acheilognathidae)   |
|  |                                  |
|  | Gründlingsverwandte (Gobionidae) |
|  |                                  |

|  | Kardinalfische (Tanichthyidae) |
|  |                                |
|  | Weißfische (Leuciscidae)       |
|  |                                |

|  | Bitterlinge (Acheilognathidae)   |
|  |                                  |
|  | Gründlingsverwandte (Gobionidae) |
|  |                                  |

|  | Kardinalfische (Tanichthyidae) |
|  |                                |
|  | Weißfische (Leuciscidae)       |
|  |                                |

|  | Bitterlinge (Acheilognathidae)   |
|  |                                  |
|  | Gründlingsverwandte (Gobionidae) |
|  |                                  |

|  | Kardinalfische (Tanichthyidae) |
|  |                                |
|  | Weißfische (Leuciscidae)       |
|  |                                |

|  | Bitterlinge (Acheilognathidae)   |
|  |                                  |
|  | Gründlingsverwandte (Gobionidae) |
|  |                                  |

|  | Kardinalfische (Tanichthyidae) |
|  |                                |
|  | Weißfische (Leuciscidae)       |
|  |                                |

|  | Bitterlinge (Acheilognathidae)   |
|  |                                  |
|  | Gründlingsverwandte (Gobionidae) |
|  |                                  |

|  | Kardinalfische (Tanichthyidae) |
|  |                                |
|  | Weißfische (Leuciscidae)       |
|  |                                |

|  | Bitterlinge (Acheilognathidae)   |
|  |                                  |
|  | Gründlingsverwandte (Gobionidae) |
|  |                                  |

|  | Kardinalfische (Tanichthyidae) |
|  |                                |
|  | Weißfische (Leuciscidae)       |
|  |                                |

|  | Bitterlinge (Acheilognathidae)   |
|  |                                  |
|  | Gründlingsverwandte (Gobionidae) |
|  |                                  |

|  | Kardinalfische (Tanichthyidae) |
|  |                                |
|  | Weißfische (Leuciscidae)       |
|  |                                |

|  | Bitterlinge (Acheilognathidae)   |
|  |                                  |
|  | Gründlingsverwandte (Gobionidae) |
|  |                                  |

|  | Kardinalfische (Tanichthyidae) |
|  |                                |
|  | Weißfische (Leuciscidae)       |
|  |                                |

|  | Bitterlinge (Acheilognathidae)   |
|  |                                  |
|  | Gründlingsverwandte (Gobionidae) |
|  |                                  |

|  | Kardinalfische (Tanichthyidae) |
|  |                                |
|  | Weißfische (Leuciscidae)       |
|  |                                |

|  | Bitterlinge (Acheilognathidae)   |
|  |                                  |
|  | Gründlingsverwandte (Gobionidae) |
|  |                                  |

|  | Kardinalfische (Tanichthyidae) |
|  |                                |
|  | Weißfische (Leuciscidae)       |
|  |                                |

|  | Bitterlinge (Acheilognathidae)   |
|  |                                  |
|  | Gründlingsverwandte (Gobionidae) |
|  |                                  |

|  | Kardinalfische (Tanichthyidae) |
|  |                                |
|  | Weißfische (Leuciscidae)       |
|  |                                |

|  | Bitterlinge (Acheilognathidae)   |
|  |                                  |
|  | Gründlingsverwandte (Gobionidae) |
|  |                                  |

|  | Kardinalfische (Tanichthyidae) |
|  |                                |
|  | Weißfische (Leuciscidae)       |
|  |                                |

|  | Bitterlinge (Acheilognathidae)   |
|  |                                  |
|  | Gründlingsverwandte (Gobionidae) |
|  |                                  |

|  | Kardinalfische (Tanichthyidae) |
|  |                                |
|  | Weißfische (Leuciscidae)       |
|  |                                |

|  | Bitterlinge (Acheilognathidae)   |
|  |                                  |
|  | Gründlingsverwandte (Gobionidae) |
|  |                                  |

|  | Kardinalfische (Tanichthyidae) |
|  |                                |
|  | Weißfische (Leuciscidae)       |
|  |                                |

|  | Bitterlinge (Acheilognathidae)   |
|  |                                  |
|  | Gründlingsverwandte (Gobionidae) |
|  |                                  |

|  | Kardinalfische (Tanichthyidae) |
|  |                                |
|  | Weißfische (Leuciscidae)       |
|  |                                |

|  | Bitterlinge (Acheilognathidae)   |
|  |                                  |
|  | Gründlingsverwandte (Gobionidae) |
|  |                                  |

|  | Kardinalfische (Tanichthyidae) |
|  |                                |
|  | Weißfische (Leuciscidae)       |
|  |                                |

|  | Bitterlinge (Acheilognathidae)   |
|  |                                  |
|  | Gründlingsverwandte (Gobionidae) |
|  |                                  |

|  | Kardinalfische (Tanichthyidae) |
|  |                                |
|  | Weißfische (Leuciscidae)       |
|  |                                |

|  | Bitterlinge (Acheilognathidae)   |
|  |                                  |
|  | Gründlingsverwandte (Gobionidae) |
|  |                                  |

|  | Kardinalfische (Tanichthyidae) |
|  |                                |
|  | Weißfische (Leuciscidae)       |
|  |                                |

|  | Bitterlinge (Acheilognathidae)   |
|  |                                  |
|  | Gründlingsverwandte (Gobionidae) |
|  |                                  |

|  | Kardinalfische (Tanichthyidae) |
|  |                                |
|  | Weißfische (Leuciscidae)       |
|  |                                |

|  | Bitterlinge (Acheilognathidae)   |
|  |                                  |
|  | Gründlingsverwandte (Gobionidae) |
|  |                                  |

|  | Kardinalfische (Tanichthyidae) |
|  |                                |
|  | Weißfische (Leuciscidae)       |
|  |                                |

|  | Bitterlinge (Acheilognathidae)   |
|  |                                  |
|  | Gründlingsverwandte (Gobionidae) |
|  |                                  |

|  | Kardinalfische (Tanichthyidae) |
|  |                                |
|  | Weißfische (Leuciscidae)       |
|  |                                |

|  | Bitterlinge (Acheilognathidae)   |
|  |                                  |
|  | Gründlingsverwandte (Gobionidae) |
|  |                                  |

|  | Kardinalfische (Tanichthyidae) |
|  |                                |
|  | Weißfische (Leuciscidae)       |
|  |                                |

|  | Bitterlinge (Acheilognathidae)   |
|  |                                  |
|  | Gründlingsverwandte (Gobionidae) |
|  |                                  |

|  | Kardinalfische (Tanichthyidae) |
|  |                                |
|  | Weißfische (Leuciscidae)       |
|  |                                |

|  | Bitterlinge (Acheilognathidae)   |
|  |                                  |
|  | Gründlingsverwandte (Gobionidae) |
|  |                                  |

|  | Kardinalfische (Tanichthyidae) |
|  |                                |
|  | Weißfische (Leuciscidae)       |
|  |                                |

|  | Bitterlinge (Acheilognathidae)   |
|  |                                  |
|  | Gründlingsverwandte (Gobionidae) |
|  |                                  |

|  | Kardinalfische (Tanichthyidae) |
|  |                                |
|  | Weißfische (Leuciscidae)       |
|  |                                |

|  | Bitterlinge (Acheilognathidae)   |
|  |                                  |
|  | Gründlingsverwandte (Gobionidae) |
|  |                                  |

|  | Kardinalfische (Tanichthyidae) |
|  |                                |
|  | Weißfische (Leuciscidae)       |
|  |                                |

|  | Bitterlinge (Acheilognathidae)   |
|  |                                  |
|  | Gründlingsverwandte (Gobionidae) |
|  |                                  |

|  | Kardinalfische (Tanichthyidae) |
|  |                                |
|  | Weißfische (Leuciscidae)       |
|  |                                |

|  | Bitterlinge (Acheilognathidae)   |
|  |                                  |
|  | Gründlingsverwandte (Gobionidae) |
|  |                                  |

|  | Kardinalfische (Tanichthyidae) |
|  |                                |
|  | Weißfische (Leuciscidae)       |
|  |                                |

|  | Bitterlinge (Acheilognathidae)   |
|  |                                  |
|  | Gründlingsverwandte (Gobionidae) |
|  |                                  |

|  | Kardinalfische (Tanichthyidae) |
|  |                                |
|  | Weißfische (Leuciscidae)       |
|  |                                |

|  | Bitterlinge (Acheilognathidae)   |
|  |                                  |
|  | Gründlingsverwandte (Gobionidae) |
|  |                                  |

|  | Kardinalfische (Tanichthyidae) |
|  |                                |
|  | Weißfische (Leuciscidae)       |
|  |                                |

|  | Bitterlinge (Acheilognathidae)   |
|  |                                  |
|  | Gründlingsverwandte (Gobionidae) |
|  |                                  |

|  | Kardinalfische (Tanichthyidae) |
|  |                                |
|  | Weißfische (Leuciscidae)       |
|  |                                |

|  | Bitterlinge (Acheilognathidae)   |
|  |                                  |
|  | Gründlingsverwandte (Gobionidae) |
|  |                                  |

|  | Kardinalfische (Tanichthyidae) |
|  |                                |
|  | Weißfische (Leuciscidae)       |
|  |                                |

|  | Bitterlinge (Acheilognathidae)   |
|  |                                  |
|  | Gründlingsverwandte (Gobionidae) |
|  |                                  |

|  | Kardinalfische (Tanichthyidae) |
|  |                                |
|  | Weißfische (Leuciscidae)       |
|  |                                |

|  | Bitterlinge (Acheilognathidae)   |
|  |                                  |
|  | Gründlingsverwandte (Gobionidae) |
|  |                                  |

|  | Kardinalfische (Tanichthyidae) |
|  |                                |
|  | Weißfische (Leuciscidae)       |
|  |                                |

|  | Bitterlinge (Acheilognathidae)   |
|  |                                  |
|  | Gründlingsverwandte (Gobionidae) |
|  |                                  |

|  | Kardinalfische (Tanichthyidae) |
|  |                                |
|  | Weißfische (Leuciscidae)       |
|  |                                |

|  | Bitterlinge (Acheilognathidae)   |
|  |                                  |
|  | Gründlingsverwandte (Gobionidae) |
|  |                                  |

|  | Kardinalfische (Tanichthyidae) |
|  |                                |
|  | Weißfische (Leuciscidae)       |
|  |                                |

|  | Bitterlinge (Acheilognathidae)   |
|  |                                  |
|  | Gründlingsverwandte (Gobionidae) |
|  |                                  |

|  | Kardinalfische (Tanichthyidae) |
|  |                                |
|  | Weißfische (Leuciscidae)       |
|  |                                |

|  | Bitterlinge (Acheilognathidae)   |
|  |                                  |
|  | Gründlingsverwandte (Gobionidae) |
|  |                                  |

|  | Kardinalfische (Tanichthyidae) |
|  |                                |
|  | Weißfische (Leuciscidae)       |
|  |                                |

|  | Bitterlinge (Acheilognathidae)   |
|  |                                  |
|  | Gründlingsverwandte (Gobionidae) |
|  |                                  |

|  | Kardinalfische (Tanichthyidae) |
|  |                                |
|  | Weißfische (Leuciscidae)       |
|  |                                |

|  | Bitterlinge (Acheilognathidae)   |
|  |                                  |
|  | Gründlingsverwandte (Gobionidae) |
|  |                                  |

|  | Kardinalfische (Tanichthyidae) |
|  |                                |
|  | Weißfische (Leuciscidae)       |
|  |                                |

|  | Bitterlinge (Acheilognathidae)   |
|  |                                  |
|  | Gründlingsverwandte (Gobionidae) |
|  |                                  |

|  | Kardinalfische (Tanichthyidae) |
|  |                                |
|  | Weißfische (Leuciscidae)       |
|  |                                |

|  | Bitterlinge (Acheilognathidae)   |
|  |                                  |
|  | Gründlingsverwandte (Gobionidae) |
|  |                                  |

|  | Kardinalfische (Tanichthyidae) |
|  |                                |
|  | Weißfische (Leuciscidae)       |
|  |                                |

|  | Bitterlinge (Acheilognathidae)   |
|  |                                  |
|  | Gründlingsverwandte (Gobionidae) |
|  |                                  |

|  | Kardinalfische (Tanichthyidae) |
|  |                                |
|  | Weißfische (Leuciscidae)       |
|  |                                |

|  | Bitterlinge (Acheilognathidae)   |
|  |                                  |
|  | Gründlingsverwandte (Gobionidae) |
|  |                                  |

|  | Kardinalfische (Tanichthyidae) |
|  |                                |
|  | Weißfische (Leuciscidae)       |
|  |                                |

|  | Bitterlinge (Acheilognathidae)   |
|  |                                  |
|  | Gründlingsverwandte (Gobionidae) |
|  |                                  |

|  | Kardinalfische (Tanichthyidae) |
|  |                                |
|  | Weißfische (Leuciscidae)       |
|  |                                |

|  | Bitterlinge (Acheilognathidae)   |
|  |                                  |
|  | Gründlingsverwandte (Gobionidae) |
|  |                                  |

|  | Kardinalfische (Tanichthyidae) |
|  |                                |
|  | Weißfische (Leuciscidae)       |
|  |                                |

|  | Bitterlinge (Acheilognathidae)   |
|  |                                  |
|  | Gründlingsverwandte (Gobionidae) |
|  |                                  |

|  | Kardinalfische (Tanichthyidae) |
|  |                                |
|  | Weißfische (Leuciscidae)       |
|  |                                |

|  | Bitterlinge (Acheilognathidae)   |
|  |                                  |
|  | Gründlingsverwandte (Gobionidae) |
|  |                                  |

|  | Kardinalfische (Tanichthyidae) |
|  |                                |
|  | Weißfische (Leuciscidae)       |
|  |                                |

|  | Bitterlinge (Acheilognathidae)   |
|  |                                  |
|  | Gründlingsverwandte (Gobionidae) |
|  |                                  |

|  | Kardinalfische (Tanichthyidae) |
|  |                                |
|  | Weißfische (Leuciscidae)       |
|  |                                |

|  | Bitterlinge (Acheilognathidae)   |
|  |                                  |
|  | Gründlingsverwandte (Gobionidae) |
|  |                                  |

|  | Kardinalfische (Tanichthyidae) |
|  |                                |
|  | Weißfische (Leuciscidae)       |
|  |                                |

|  | Bitterlinge (Acheilognathidae)   |
|  |                                  |
|  | Gründlingsverwandte (Gobionidae) |
|  |                                  |

|  | Kardinalfische (Tanichthyidae) |
|  |                                |
|  | Weißfische (Leuciscidae)       |
|  |                                |

|  | Bitterlinge (Acheilognathidae)   |
|  |                                  |
|  | Gründlingsverwandte (Gobionidae) |
|  |                                  |

|  | Kardinalfische (Tanichthyidae) |
|  |                                |
|  | Weißfische (Leuciscidae)       |
|  |                                |

|  | Bitterlinge (Acheilognathidae)   |
|  |                                  |
|  | Gründlingsverwandte (Gobionidae) |
|  |                                  |

|  | Kardinalfische (Tanichthyidae) |
|  |                                |
|  | Weißfische (Leuciscidae)       |
|  |                                |

|  | Bitterlinge (Acheilognathidae)   |
|  |                                  |
|  | Gründlingsverwandte (Gobionidae) |
|  |                                  |

|  | Kardinalfische (Tanichthyidae) |
|  |                                |
|  | Weißfische (Leuciscidae)       |
|  |                                |

|  | Bitterlinge (Acheilognathidae)   |
|  |                                  |
|  | Gründlingsverwandte (Gobionidae) |
|  |                                  |

|  | Kardinalfische (Tanichthyidae) |
|  |                                |
|  | Weißfische (Leuciscidae)       |
|  |                                |

|  | Bitterlinge (Acheilognathidae)   |
|  |                                  |
|  | Gründlingsverwandte (Gobionidae) |
|  |                                  |

|  | Kardinalfische (Tanichthyidae) |
|  |                                |
|  | Weißfische (Leuciscidae)       |
|  |                                |

|  | Bitterlinge (Acheilognathidae)   |
|  |                                  |
|  | Gründlingsverwandte (Gobionidae) |
|  |                                  |

|  | Kardinalfische (Tanichthyidae) |
|  |                                |
|  | Weißfische (Leuciscidae)       |
|  |                                |

|  | Bitterlinge (Acheilognathidae)   |
|  |                                  |
|  | Gründlingsverwandte (Gobionidae) |
|  |                                  |

|  | Kardinalfische (Tanichthyidae) |
|  |                                |
|  | Weißfische (Leuciscidae)       |
|  |                                |

|  | Bitterlinge (Acheilognathidae)   |
|  |                                  |
|  | Gründlingsverwandte (Gobionidae) |
|  |                                  |

|  | Kardinalfische (Tanichthyidae) |
|  |                                |
|  | Weißfische (Leuciscidae)       |
|  |                                |

|  | Bitterlinge (Acheilognathidae)   |
|  |                                  |
|  | Gründlingsverwandte (Gobionidae) |
|  |                                  |

|  | Kardinalfische (Tanichthyidae) |
|  |                                |
|  | Weißfische (Leuciscidae)       |
|  |                                |

|  | Bitterlinge (Acheilognathidae)   |
|  |                                  |
|  | Gründlingsverwandte (Gobionidae) |
|  |                                  |

|  | Kardinalfische (Tanichthyidae) |
|  |                                |
|  | Weißfische (Leuciscidae)       |
|  |                                |

|  | Bitterlinge (Acheilognathidae)   |
|  |                                  |
|  | Gründlingsverwandte (Gobionidae) |
|  |                                  |

|  | Kardinalfische (Tanichthyidae) |
|  |                                |
|  | Weißfische (Leuciscidae)       |
|  |                                |

|  | Bitterlinge (Acheilognathidae)   |
|  |                                  |
|  | Gründlingsverwandte (Gobionidae) |
|  |                                  |

|  | Kardinalfische (Tanichthyidae) |
|  |                                |
|  | Weißfische (Leuciscidae)       |
|  |                                |

|  | Bitterlinge (Acheilognathidae)   |
|  |                                  |
|  | Gründlingsverwandte (Gobionidae) |
|  |                                  |

|  | Kardinalfische (Tanichthyidae) |
|  |                                |
|  | Weißfische (Leuciscidae)       |
|  |                                |

|  | Bitterlinge (Acheilognathidae)   |
|  |                                  |
|  | Gründlingsverwandte (Gobionidae) |
|  |                                  |

|  | Kardinalfische (Tanichthyidae) |
|  |                                |
|  | Weißfische (Leuciscidae)       |
|  |                                |

|  | Bitterlinge (Acheilognathidae)   |
|  |                                  |
|  | Gründlingsverwandte (Gobionidae) |
|  |                                  |

|  | Kardinalfische (Tanichthyidae) |
|  |                                |
|  | Weißfische (Leuciscidae)       |
|  |                                |

|  | Bitterlinge (Acheilognathidae)   |
|  |                                  |
|  | Gründlingsverwandte (Gobionidae) |
|  |                                  |

|  | Kardinalfische (Tanichthyidae) |
|  |                                |
|  | Weißfische (Leuciscidae)       |
|  |                                |

|  | Bitterlinge (Acheilognathidae)   |
|  |                                  |
|  | Gründlingsverwandte (Gobionidae) |
|  |                                  |

|  | Kardinalfische (Tanichthyidae) |
|  |                                |
|  | Weißfische (Leuciscidae)       |
|  |                                |

|  | Bitterlinge (Acheilognathidae)   |
|  |                                  |
|  | Gründlingsverwandte (Gobionidae) |
|  |                                  |

|  | Kardinalfische (Tanichthyidae) |
|  |                                |
|  | Weißfische (Leuciscidae)       |
|  |                                |

|  | Bitterlinge (Acheilognathidae)   |
|  |                                  |
|  | Gründlingsverwandte (Gobionidae) |
|  |                                  |

|  | Kardinalfische (Tanichthyidae) |
|  |                                |
|  | Weißfische (Leuciscidae)       |
|  |                                |

|  | Bitterlinge (Acheilognathidae)   |
|  |                                  |
|  | Gründlingsverwandte (Gobionidae) |
|  |                                  |

|  | Kardinalfische (Tanichthyidae) |
|  |                                |
|  | Weißfische (Leuciscidae)       |
|  |                                |

|  | Bitterlinge (Acheilognathidae)   |
|  |                                  |
|  | Gründlingsverwandte (Gobionidae) |
|  |                                  |

|  | Kardinalfische (Tanichthyidae) |
|  |                                |
|  | Weißfische (Leuciscidae)       |
|  |                                |

|  | Bitterlinge (Acheilognathidae)   |
|  |                                  |
|  | Gründlingsverwandte (Gobionidae) |
|  |                                  |

|  | Kardinalfische (Tanichthyidae) |
|  |                                |
|  | Weißfische (Leuciscidae)       |
|  |                                |

|  | Bitterlinge (Acheilognathidae)   |
|  |                                  |
|  | Gründlingsverwandte (Gobionidae) |
|  |                                  |

|  | Kardinalfische (Tanichthyidae) |
|  |                                |
|  | Weißfische (Leuciscidae)       |
|  |                                |

|  | Bitterlinge (Acheilognathidae)   |
|  |                                  |
|  | Gründlingsverwandte (Gobionidae) |
|  |                                  |

|  | Kardinalfische (Tanichthyidae) |
|  |                                |
|  | Weißfische (Leuciscidae)       |
|  |                                |

|  | Bitterlinge (Acheilognathidae)   |
|  |                                  |
|  | Gründlingsverwandte (Gobionidae) |
|  |                                  |

|  | Kardinalfische (Tanichthyidae) |
|  |                                |
|  | Weißfische (Leuciscidae)       |
|  |                                |

|  | Bitterlinge (Acheilognathidae)   |
|  |                                  |
|  | Gründlingsverwandte (Gobionidae) |
|  |                                  |

|  | Kardinalfische (Tanichthyidae) |
|  |                                |
|  | Weißfische (Leuciscidae)       |
|  |                                |

|  | Bitterlinge (Acheilognathidae)   |
|  |                                  |
|  | Gründlingsverwandte (Gobionidae) |
|  |                                  |

|  | Kardinalfische (Tanichthyidae) |
|  |                                |
|  | Weißfische (Leuciscidae)       |
|  |                                |

|  | Bitterlinge (Acheilognathidae)   |
|  |                                  |
|  | Gründlingsverwandte (Gobionidae) |
|  |                                  |

|  | Kardinalfische (Tanichthyidae) |
|  |                                |
|  | Weißfische (Leuciscidae)       |
|  |                                |

|  | Bitterlinge (Acheilognathidae)   |
|  |                                  |
|  | Gründlingsverwandte (Gobionidae) |
|  |                                  |

|  | Kardinalfische (Tanichthyidae) |
|  |                                |
|  | Weißfische (Leuciscidae)       |
|  |                                |

|  | Bitterlinge (Acheilognathidae)   |
|  |                                  |
|  | Gründlingsverwandte (Gobionidae) |
|  |                                  |

|  | Kardinalfische (Tanichthyidae) |
|  |                                |
|  | Weißfische (Leuciscidae)       |
|  |                                |

|  | Bitterlinge (Acheilognathidae)   |
|  |                                  |
|  | Gründlingsverwandte (Gobionidae) |
|  |                                  |

|  | Kardinalfische (Tanichthyidae) |
|  |                                |
|  | Weißfische (Leuciscidae)       |
|  |                                |

|  | Bitterlinge (Acheilognathidae)   |
|  |                                  |
|  | Gründlingsverwandte (Gobionidae) |
|  |                                  |

|  | Kardinalfische (Tanichthyidae) |
|  |                                |
|  | Weißfische (Leuciscidae)       |
|  |                                |

|  | Bitterlinge (Acheilognathidae)   |
|  |                                  |
|  | Gründlingsverwandte (Gobionidae) |
|  |                                  |

|  | Kardinalfische (Tanichthyidae) |
|  |                                |
|  | Weißfische (Leuciscidae)       |
|  |                                |

|  | Bitterlinge (Acheilognathidae)   |
|  |                                  |
|  | Gründlingsverwandte (Gobionidae) |
|  |                                  |

|  | Kardinalfische (Tanichthyidae) |
|  |                                |
|  | Weißfische (Leuciscidae)       |
|  |                                |

|  | Bitterlinge (Acheilognathidae)   |
|  |                                  |
|  | Gründlingsverwandte (Gobionidae) |
|  |                                  |

|  | Kardinalfische (Tanichthyidae) |
|  |                                |
|  | Weißfische (Leuciscidae)       |
|  |                                |

|  | Bitterlinge (Acheilognathidae)   |
|  |                                  |
|  | Gründlingsverwandte (Gobionidae) |
|  |                                  |

|  | Kardinalfische (Tanichthyidae) |
|  |                                |
|  | Weißfische (Leuciscidae)       |
|  |                                |

|  | Bitterlinge (Acheilognathidae)   |
|  |                                  |
|  | Gründlingsverwandte (Gobionidae) |
|  |                                  |

|  | Kardinalfische (Tanichthyidae) |
|  |                                |
|  | Weißfische (Leuciscidae)       |
|  |                                |

|  | Bitterlinge (Acheilognathidae)   |
|  |                                  |
|  | Gründlingsverwandte (Gobionidae) |
|  |                                  |

|  | Kardinalfische (Tanichthyidae) |
|  |                                |
|  | Weißfische (Leuciscidae)       |
|  |                                |

|  | Bitterlinge (Acheilognathidae)   |
|  |                                  |
|  | Gründlingsverwandte (Gobionidae) |
|  |                                  |

|  | Kardinalfische (Tanichthyidae) |
|  |                                |
|  | Weißfische (Leuciscidae)       |
|  |                                |

|  | Bitterlinge (Acheilognathidae)   |
|  |                                  |
|  | Gründlingsverwandte (Gobionidae) |
|  |                                  |

|  | Kardinalfische (Tanichthyidae) |
|  |                                |
|  | Weißfische (Leuciscidae)       |
|  |                                |

|  | Bitterlinge (Acheilognathidae)   |
|  |                                  |
|  | Gründlingsverwandte (Gobionidae) |
|  |                                  |

|  | Kardinalfische (Tanichthyidae) |
|  |                                |
|  | Weißfische (Leuciscidae)       |
|  |                                |

|  | Bitterlinge (Acheilognathidae)   |
|  |                                  |
|  | Gründlingsverwandte (Gobionidae) |
|  |                                  |

|  | Kardinalfische (Tanichthyidae) |
|  |                                |
|  | Weißfische (Leuciscidae)       |
|  |                                |

|  | Bitterlinge (Acheilognathidae)   |
|  |                                  |
|  | Gründlingsverwandte (Gobionidae) |
|  |                                  |

|  | Kardinalfische (Tanichthyidae) |
|  |                                |
|  | Weißfische (Leuciscidae)       |
|  |                                |

|  | Bitterlinge (Acheilognathidae)   |
|  |                                  |
|  | Gründlingsverwandte (Gobionidae) |
|  |                                  |

|  | Kardinalfische (Tanichthyidae) |
|  |                                |
|  | Weißfische (Leuciscidae)       |
|  |                                |

|  | Bitterlinge (Acheilognathidae)   |
|  |                                  |
|  | Gründlingsverwandte (Gobionidae) |
|  |                                  |

|  | Kardinalfische (Tanichthyidae) |
|  |                                |
|  | Weißfische (Leuciscidae)       |
|  |                                |

|  | Bitterlinge (Acheilognathidae)   |
|  |                                  |
|  | Gründlingsverwandte (Gobionidae) |
|  |                                  |

|  | Kardinalfische (Tanichthyidae) |
|  |                                |
|  | Weißfische (Leuciscidae)       |
|  |                                |

|  | Bitterlinge (Acheilognathidae)   |
|  |                                  |
|  | Gründlingsverwandte (Gobionidae) |
|  |                                  |

|  | Kardinalfische (Tanichthyidae) |
|  |                                |
|  | Weißfische (Leuciscidae)       |
|  |                                |

|  | Bitterlinge (Acheilognathidae)   |
|  |                                  |
|  | Gründlingsverwandte (Gobionidae) |
|  |                                  |

|  | Kardinalfische (Tanichthyidae) |
|  |                                |
|  | Weißfische (Leuciscidae)       |
|  |                                |

|  | Bitterlinge (Acheilognathidae)   |
|  |                                  |
|  | Gründlingsverwandte (Gobionidae) |
|  |                                  |

|  | Kardinalfische (Tanichthyidae) |
|  |                                |
|  | Weißfische (Leuciscidae)       |
|  |                                |

|  | Bitterlinge (Acheilognathidae)   |
|  |                                  |
|  | Gründlingsverwandte (Gobionidae) |
|  |                                  |

|  | Kardinalfische (Tanichthyidae) |
|  |                                |
|  | Weißfische (Leuciscidae)       |
|  |                                |

|  | Bitterlinge (Acheilognathidae)   |
|  |                                  |
|  | Gründlingsverwandte (Gobionidae) |
|  |                                  |

|  | Kardinalfische (Tanichthyidae) |
|  |                                |
|  | Weißfische (Leuciscidae)       |
|  |                                |

|  | Bitterlinge (Acheilognathidae)   |
|  |                                  |
|  | Gründlingsverwandte (Gobionidae) |
|  |                                  |

|  | Kardinalfische (Tanichthyidae) |
|  |                                |
|  | Weißfische (Leuciscidae)       |
|  |                                |

|  | Bitterlinge (Acheilognathidae)   |
|  |                                  |
|  | Gründlingsverwandte (Gobionidae) |
|  |                                  |

|  | Kardinalfische (Tanichthyidae) |
|  |                                |
|  | Weißfische (Leuciscidae)       |
|  |                                |

|  | Bitterlinge (Acheilognathidae)   |
|  |                                  |
|  | Gründlingsverwandte (Gobionidae) |
|  |                                  |

|  | Kardinalfische (Tanichthyidae) |
|  |                                |
|  | Weißfische (Leuciscidae)       |
|  |                                |

|  | Bitterlinge (Acheilognathidae)   |
|  |                                  |
|  | Gründlingsverwandte (Gobionidae) |
|  |                                  |

|  | Kardinalfische (Tanichthyidae) |
|  |                                |
|  | Weißfische (Leuciscidae)       |
|  |                                |

|  | Bitterlinge (Acheilognathidae)   |
|  |                                  |
|  | Gründlingsverwandte (Gobionidae) |
|  |                                  |

|  | Kardinalfische (Tanichthyidae) |
|  |                                |
|  | Weißfische (Leuciscidae)       |
|  |                                |

|  | Bitterlinge (Acheilognathidae)   |
|  |                                  |
|  | Gründlingsverwandte (Gobionidae) |
|  |                                  |

|  | Kardinalfische (Tanichthyidae) |
|  |                                |
|  | Weißfische (Leuciscidae)       |
|  |                                |

|  | Bitterlinge (Acheilognathidae)   |
|  |                                  |
|  | Gründlingsverwandte (Gobionidae) |
|  |                                  |

|  | Kardinalfische (Tanichthyidae) |
|  |                                |
|  | Weißfische (Leuciscidae)       |
|  |                                |

|  | Bitterlinge (Acheilognathidae)   |
|  |                                  |
|  | Gründlingsverwandte (Gobionidae) |
|  |                                  |

|  | Kardinalfische (Tanichthyidae) |
|  |                                |
|  | Weißfische (Leuciscidae)       |
|  |                                |

|  | Bitterlinge (Acheilognathidae)   |
|  |                                  |
|  | Gründlingsverwandte (Gobionidae) |
|  |                                  |

|  | Kardinalfische (Tanichthyidae) |
|  |                                |
|  | Weißfische (Leuciscidae)       |
|  |                                |

|  | Bitterlinge (Acheilognathidae)   |
|  |                                  |
|  | Gründlingsverwandte (Gobionidae) |
|  |                                  |

|  | Kardinalfische (Tanichthyidae) |
|  |                                |
|  | Weißfische (Leuciscidae)       |
|  |                                |

|  | Bitterlinge (Acheilognathidae)   |
|  |                                  |
|  | Gründlingsverwandte (Gobionidae) |
|  |                                  |

|  | Kardinalfische (Tanichthyidae) |
|  |                                |
|  | Weißfische (Leuciscidae)       |
|  |                                |

|  | Bitterlinge (Acheilognathidae)   |
|  |                                  |
|  | Gründlingsverwandte (Gobionidae) |
|  |                                  |

|  | Kardinalfische (Tanichthyidae) |
|  |                                |
|  | Weißfische (Leuciscidae)       |
|  |                                |

|  | Bitterlinge (Acheilognathidae)   |
|  |                                  |
|  | Gründlingsverwandte (Gobionidae) |
|  |                                  |

|  | Kardinalfische (Tanichthyidae) |
|  |                                |
|  | Weißfische (Leuciscidae)       |
|  |                                |

|  | Bitterlinge (Acheilognathidae)   |
|  |                                  |
|  | Gründlingsverwandte (Gobionidae) |
|  |                                  |

|  | Kardinalfische (Tanichthyidae) |
|  |                                |
|  | Weißfische (Leuciscidae)       |
|  |                                |

|  | Bitterlinge (Acheilognathidae)   |
|  |                                  |
|  | Gründlingsverwandte (Gobionidae) |
|  |                                  |

|  | Kardinalfische (Tanichthyidae) |
|  |                                |
|  | Weißfische (Leuciscidae)       |
|  |                                |

|  | Bitterlinge (Acheilognathidae)   |
|  |                                  |
|  | Gründlingsverwandte (Gobionidae) |
|  |                                  |

|  | Kardinalfische (Tanichthyidae) |
|  |                                |
|  | Weißfische (Leuciscidae)       |
|  |                                |

|  | Bitterlinge (Acheilognathidae)   |
|  |                                  |
|  | Gründlingsverwandte (Gobionidae) |
|  |                                  |

|  | Kardinalfische (Tanichthyidae) |
|  |                                |
|  | Weißfische (Leuciscidae)       |
|  |                                |

|  | Bitterlinge (Acheilognathidae)   |
|  |                                  |
|  | Gründlingsverwandte (Gobionidae) |
|  |                                  |

|  | Kardinalfische (Tanichthyidae) |
|  |                                |
|  | Weißfische (Leuciscidae)       |
|  |                                |

|  | Bitterlinge (Acheilognathidae)   |
|  |                                  |
|  | Gründlingsverwandte (Gobionidae) |
|  |                                  |

|  | Kardinalfische (Tanichthyidae) |
|  |                                |
|  | Weißfische (Leuciscidae)       |
|  |                                |

|  | Bitterlinge (Acheilognathidae)   |
|  |                                  |
|  | Gründlingsverwandte (Gobionidae) |
|  |                                  |

|  | Kardinalfische (Tanichthyidae) |
|  |                                |
|  | Weißfische (Leuciscidae)       |
|  |                                |

|  | Bitterlinge (Acheilognathidae)   |
|  |                                  |
|  | Gründlingsverwandte (Gobionidae) |
|  |                                  |

|  | Kardinalfische (Tanichthyidae) |
|  |                                |
|  | Weißfische (Leuciscidae)       |
|  |                                |

|  | Bitterlinge (Acheilognathidae)   |
|  |                                  |
|  | Gründlingsverwandte (Gobionidae) |
|  |                                  |

|  | Kardinalfische (Tanichthyidae) |
|  |                                |
|  | Weißfische (Leuciscidae)       |
|  |                                |

|  | Bitterlinge (Acheilognathidae)   |
|  |                                  |
|  | Gründlingsverwandte (Gobionidae) |
|  |                                  |

|  | Kardinalfische (Tanichthyidae) |
|  |                                |
|  | Weißfische (Leuciscidae)       |
|  |                                |

|  | Bitterlinge (Acheilognathidae)   |
|  |                                  |
|  | Gründlingsverwandte (Gobionidae) |
|  |                                  |

|  | Kardinalfische (Tanichthyidae) |
|  |                                |
|  | Weißfische (Leuciscidae)       |
|  |                                |

|  | Bitterlinge (Acheilognathidae)   |
|  |                                  |
|  | Gründlingsverwandte (Gobionidae) |
|  |                                  |

|  | Kardinalfische (Tanichthyidae) |
|  |                                |
|  | Weißfische (Leuciscidae)       |
|  |                                |

|  | Bitterlinge (Acheilognathidae)   |
|  |                                  |
|  | Gründlingsverwandte (Gobionidae) |
|  |                                  |

|  | Kardinalfische (Tanichthyidae) |
|  |                                |
|  | Weißfische (Leuciscidae)       |
|  |                                |

|  | Bitterlinge (Acheilognathidae)   |
|  |                                  |
|  | Gründlingsverwandte (Gobionidae) |
|  |                                  |

|  | Kardinalfische (Tanichthyidae) |
|  |                                |
|  | Weißfische (Leuciscidae)       |
|  |                                |

|  | Bitterlinge (Acheilognathidae)   |
|  |                                  |
|  | Gründlingsverwandte (Gobionidae) |
|  |                                  |

|  | Kardinalfische (Tanichthyidae) |
|  |                                |
|  | Weißfische (Leuciscidae)       |
|  |                                |

|  | Bitterlinge (Acheilognathidae)   |
|  |                                  |
|  | Gründlingsverwandte (Gobionidae) |
|  |                                  |

|  | Kardinalfische (Tanichthyidae) |
|  |                                |
|  | Weißfische (Leuciscidae)       |
|  |                                |

|  | Bitterlinge (Acheilognathidae)   |
|  |                                  |
|  | Gründlingsverwandte (Gobionidae) |
|  |                                  |

|  | Kardinalfische (Tanichthyidae) |
|  |                                |
|  | Weißfische (Leuciscidae)       |
|  |                                |

|  | Bitterlinge (Acheilognathidae)   |
|  |                                  |
|  | Gründlingsverwandte (Gobionidae) |
|  |                                  |

|  | Kardinalfische (Tanichthyidae) |
|  |                                |
|  | Weißfische (Leuciscidae)       |
|  |                                |

|  | Bitterlinge (Acheilognathidae)   |
|  |                                  |
|  | Gründlingsverwandte (Gobionidae) |
|  |                                  |

|  | Kardinalfische (Tanichthyidae) |
|  |                                |
|  | Weißfische (Leuciscidae)       |
|  |                                |

|  | Bitterlinge (Acheilognathidae)   |
|  |                                  |
|  | Gründlingsverwandte (Gobionidae) |
|  |                                  |

|  | Kardinalfische (Tanichthyidae) |
|  |                                |
|  | Weißfische (Leuciscidae)       |
|  |                                |

|  | Bitterlinge (Acheilognathidae)   |
|  |                                  |
|  | Gründlingsverwandte (Gobionidae) |
|  |                                  |

|  | Kardinalfische (Tanichthyidae) |
|  |                                |
|  | Weißfische (Leuciscidae)       |
|  |                                |

|  | Bitterlinge (Acheilognathidae)   |
|  |                                  |
|  | Gründlingsverwandte (Gobionidae) |
|  |                                  |

|  | Kardinalfische (Tanichthyidae) |
|  |                                |
|  | Weißfische (Leuciscidae)       |
|  |                                |

|  | Bitterlinge (Acheilognathidae)   |
|  |                                  |
|  | Gründlingsverwandte (Gobionidae) |
|  |                                  |

|  | Kardinalfische (Tanichthyidae) |
|  |                                |
|  | Weißfische (Leuciscidae)       |
|  |                                |

|  | Bitterlinge (Acheilognathidae)   |
|  |                                  |
|  | Gründlingsverwandte (Gobionidae) |
|  |                                  |

|  | Kardinalfische (Tanichthyidae) |
|  |                                |
|  | Weißfische (Leuciscidae)       |
|  |                                |

|  | Bitterlinge (Acheilognathidae)   |
|  |                                  |
|  | Gründlingsverwandte (Gobionidae) |
|  |                                  |

|  | Kardinalfische (Tanichthyidae) |
|  |                                |
|  | Weißfische (Leuciscidae)       |
|  |                                |

|  | Bitterlinge (Acheilognathidae)   |
|  |                                  |
|  | Gründlingsverwandte (Gobionidae) |
|  |                                  |

|  | Kardinalfische (Tanichthyidae) |
|  |                                |
|  | Weißfische (Leuciscidae)       |
|  |                                |

|  | Bitterlinge (Acheilognathidae)   |
|  |                                  |
|  | Gründlingsverwandte (Gobionidae) |
|  |                                  |

|  | Kardinalfische (Tanichthyidae) |
|  |                                |
|  | Weißfische (Leuciscidae)       |
|  |                                |

|  | Bitterlinge (Acheilognathidae)   |
|  |                                  |
|  | Gründlingsverwandte (Gobionidae) |
|  |                                  |

|  | Kardinalfische (Tanichthyidae) |
|  |                                |
|  | Weißfische (Leuciscidae)       |
|  |                                |

|  | Bitterlinge (Acheilognathidae)   |
|  |                                  |
|  | Gründlingsverwandte (Gobionidae) |
|  |                                  |

|  | Kardinalfische (Tanichthyidae) |
|  |                                |
|  | Weißfische (Leuciscidae)       |
|  |                                |

|  | Bitterlinge (Acheilognathidae)   |
|  |                                  |
|  | Gründlingsverwandte (Gobionidae) |
|  |                                  |

|  | Kardinalfische (Tanichthyidae) |
|  |                                |
|  | Weißfische (Leuciscidae)       |
|  |                                |